# 10 de noviembre
El 10 de noviembre es el 314.º (tricentésimo decimocuarto) día del año en el calendario gregoriano y el 315.º en los años bisiestos. Quedan 51 días para finalizar el año.

## Acontecimientos
- 1202: en la actual Croacia ―en el marco de la Cuarta Cruzada―, a pesar de las encíclicas del papa Inocencio III prohibiendo y amenazando la excomunión, los cruzados católicos empiezan el sitio contra la católica villa de Zara (hoy Zadar).

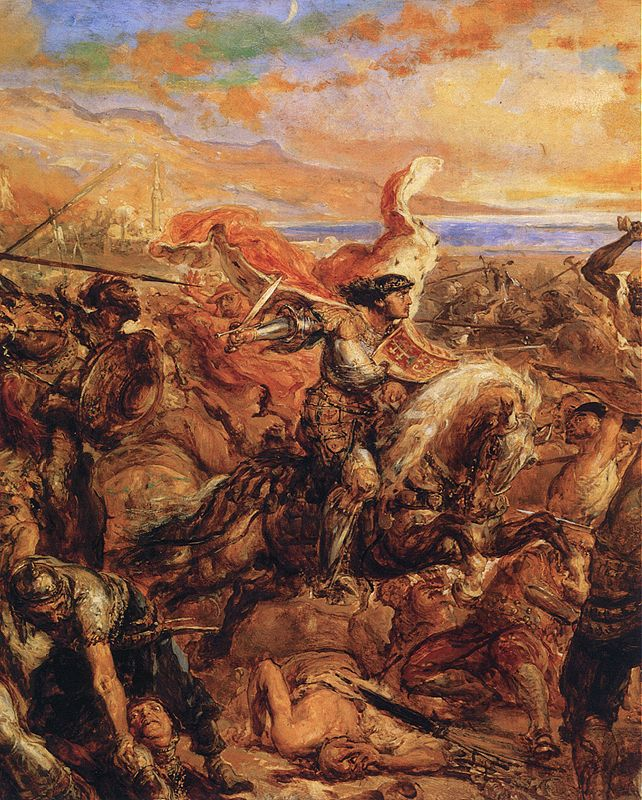
Batalla de Varna.

- 1444: el ejército turco (liderado por el sultán Murad II) despedaza al ejército cruzado (liderado del rey polaco Vladislao III Jagellón) en la batalla de Varna.
- 1520: termina el Baño de sangre de Estocolmo, que siguió a la invasión de Suecia por las fuerzas danesas de Cristián II de Dinamarca.
- 1619: René Descartes tiene el sueño que inspira sus Meditaciones metafísicas.
- 1674: en Westminster (Inglaterra), como parte del Tratado de Westminster ―que finalizó las Guerras anglo-neerlandesas―, Países Bajos cede Nueva Holanda a Inglaterra.
- 1702: en el actual estado de Florida (Estados Unidos) colonos británicos bajo el mando de James Moore toman la ciudad española de San Agustín durante la Guerra de la reina Ana.
- 1808: se produce la batalla de Gamonal (Burgos) entre las tropas de Napoleón y las españolas al mando del conde de Belveder, saldándose con la derrota para las tropas españolas y dando paso al expolio de la ciudad de Burgos.
- 1810: en España , las Cortes de Cádiz conceden por primera vez la libertad de imprenta.
- 1810: los habitantes de la Villa Imperial de Potosí se levantan contra la Corona española, por la independencia.
- 1813: se produce la Batalla de Tierrita Blanca, enfrentamiento militar sucedido en el contexto de la Guerra de Independencia de Venezuela entre las fuerzas patriotas de Simón Bolívar y los realistas de José Ceballos, con la victoria de estos últimos.
- 1821: en Panamá sucede el Primer Grito de Independencia en la Heroica Villa de Los Santos.
- 1839: recobra Perú su autonomía política después de haber formado parte de la confederación con Bolivia.
- 1839: en el periódico barcelonés El Constitucional se publica la noticia sobre la obtención de la primera fotografía en España. Fue un daguerrotipo de la lonja de Barcelona atribuido a Pedro Felipe Monlau.
- 1855: en la ciudad de Tokio (Japón), un terremoto provoca la muerte de más de 100 000 personas.
- 1859: Austria, Francia y Cerdeña firman el Tratado de Zúrich.
- 1862: en San Petersburgo (Rusia) se estrena la ópera La fuerza del destino de Giuseppe Verdi.[1]
- 1866: se produce la Batalla del Guayabo, entre el ejército mexicano de la República contra el ejército del Segundo Imperio Francés.

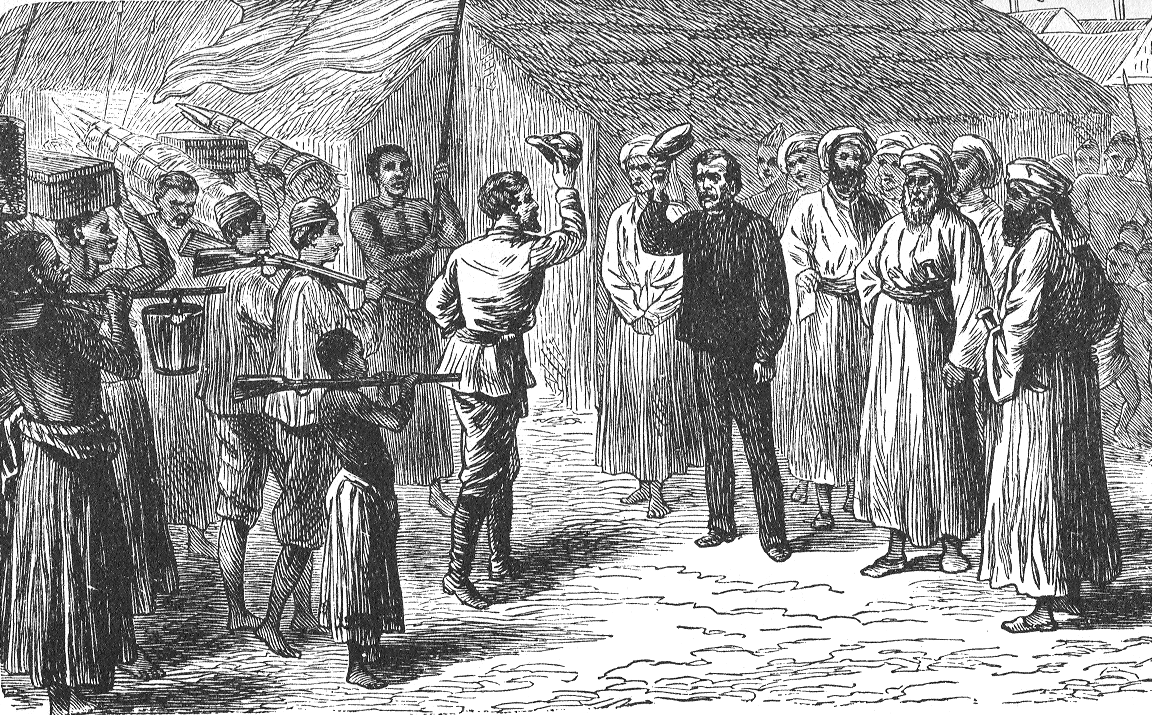
«Dr. Livingstone, I presume?» (¿El doctor Livingstone, supongo?) Ilustración de 1876 del encuentro entre Stanley y Livingstone.

- 1871: Henry Morton Stanley encuentra al desaparecido explorador y misionero David Livingstone en Ujiji, cerca del lago Tanganica, diciendo las famosas palabras, «Dr. Livingstone, supongo».
- 1890: en la Costa de la Muerte (España) naufraga el buque británico HMS Serpent, causando 172 víctimas.
- 1891: en la salida del teatro Variedades, en la ciudad de San José (Costa Rica), un grupo de españoles asalta y hiere al general cubano Antonio Maceo.
- 1938: en Alemania y Austria inicia el Holocausto con la Noche de los Cristales Rotos.
- 1940: en Bucarest (Rumania) un terremoto de magnitud 7,3 en la escala de magnitud de momento deja un saldo de 1000 víctimas.
- 1947: en Cachemira, la población de Karamula queda totalmente destruida después de 13 días de sublevación musulmana.
- 1951: en Estados Unidos se inaugura el primer servicio telefónico de costa a costa.
- 1954: en el Arlington National Cemetery (Estados Unidos), el presidente Dwight D. Eisenhower inaugura el Memorial de Guerra del Cuerpo de Marines de Estados Unidos (Iwo Jima memorial).
- 1968: la Unión Soviética lanza su sonda espacial Zond 6, que enviará fotografías de la Luna.
- 1969: en Estados Unidos se emite por primera vez el programa televisivo infantil Sesame Street (Plaza Sésamo, Barrio Sésamo o Calle Sésamo).
- 1970: la Unión Soviética lanza la órbita lunar Lunojod 1.
- 1970: en la ciudad de San Miguel de Tucumán estalla el Tucumanazo, jornadas de lucha ciudadana en contra de la dictadura de Onganía.
- 1975: en Nueva York, la Resolución 3379 de la Asamblea General de las Naciones Unidas iguala el sionismo al racismo. (Será apelada en diciembre de 1991 por la Resolución 4686).
- 1976: en un túnel a 183 metros bajo tierra, en el área U3hc del Sitio de pruebas atómicas de Nevada (a unos 100 km al noroeste de la ciudad de Las Vegas), a las 6:58 (hora local) Estados Unidos detona su bomba atómica Sprit, de menos de 20 kilotones. Es la bomba n.º 873 de las 1132 que Estados Unidos detonó entre 1945 y 1992.
- 1984: en un túnel a 372 metros bajo tierra, en el área U3ld del Sitio de pruebas atómicas de Nevada (a unos 100 km al noroeste de la ciudad de Las Vegas), a las 8:40 (hora local) Estados Unidos detona su bomba atómica Fulcrum, de 5 kilotones. Es la bomba n.º 1020 de las 1132 que Estados Unidos detonó entre 1945 y 1992.
- 1985: se inunda, bajo las aguas del lago Epecuén, el centro turístico bonaerense Villa Epecuén, ubicado a 7 km de la ciudad de Carhué (Argentina).
- 1989: en Bulgaria es destituido el líder prosoviético Todor Zhivkov; lo reemplaza Petar Mladenov.

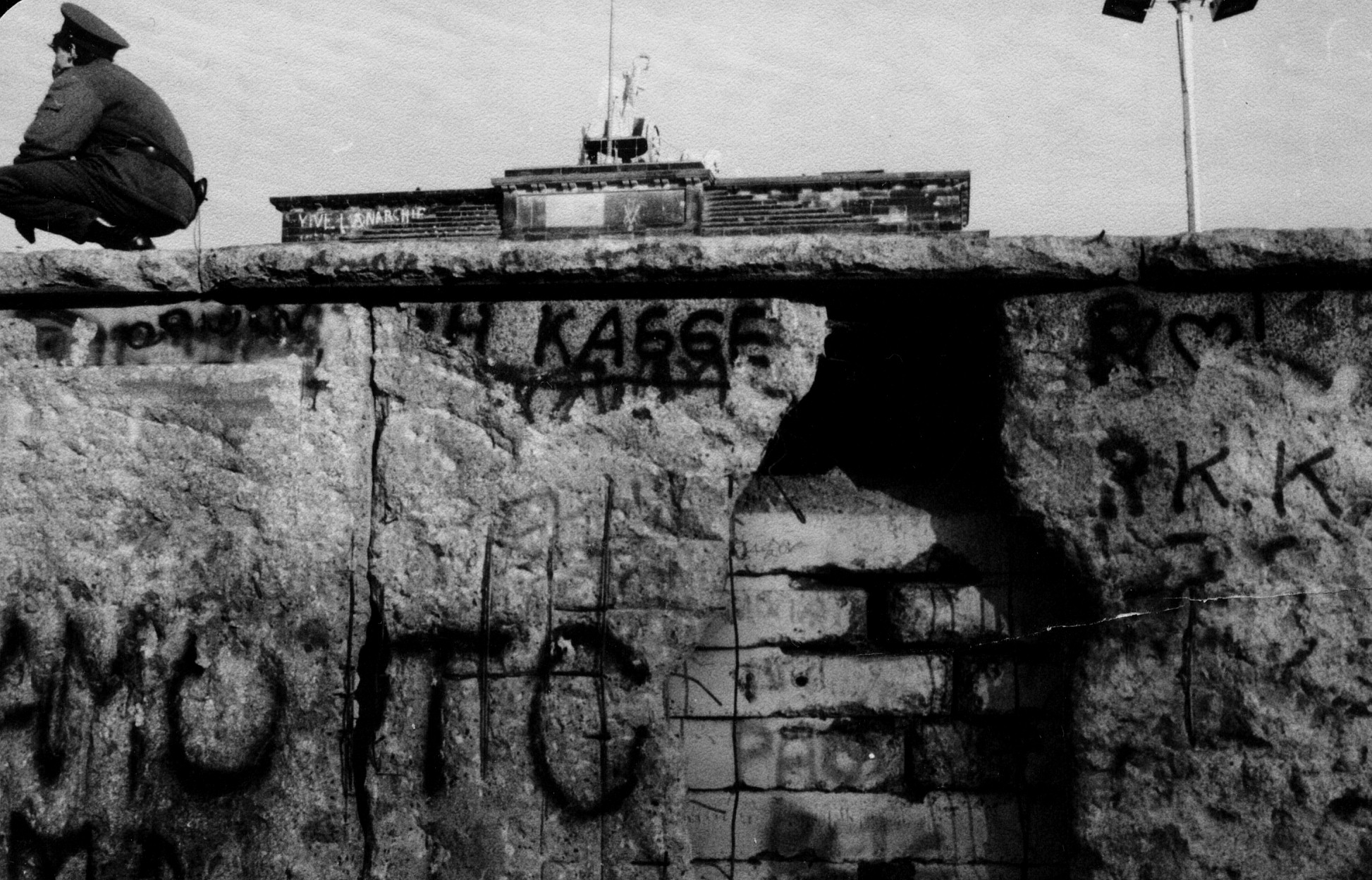
Porción del Muro de Berlín parcialmente destruido, visto desde el lado occidental.

- 1989: en Alemania, los civiles berlineses acaban con el derribo del muro de Berlín.
- 1992: se funda el Partido de los Socialistas Europeos.
- 1994: en Irak, el gobierno reconoce la soberanía y las fronteras de Kuwait.
- 1997: en Nueva York, el cuadro El sueño del pintor español Pablo Picasso es subastado por 7000 millones de pesetas.
- 1999: en Lausana (Suiza) se funda la Agencia Mundial Antidopaje para promover, coordinar y monitorizar la lucha contra el dopaje en el deporte.
- 1999: la Unión Astronómica Internacional da el nombre de Almería a un nuevo asteroide descubierto por dos astrónomos alemanes del Observatorio hispano-alemán de Calar-Alto (Almería , España).
- 2001: Maradona jugó su último partido y se despidió del fútbol profesional.[1]
- 2003: en Naciones Unidas, veinticinco países reunidos, incluyendo a Rusia y Ucrania, firmaron una declaración conjunta en el 70 Aniversario del Holodomor.
- 2007: el rey de España Juan Carlos I increpa al Presidente venezolano Hugo Chávez con la expresión ¿Por qué no te callas? en la XVII Cumbre Iberoamericana de jefes de Estado, ocurrida en Santiago de Chile.
- 2011: en Argentina se inauguró el Grupo de Reconocimiento Aeroespacial en la II Brigada Aérea de la Fuerza Aérea , con asiento en la ciudad de Paraná. Anteriormente se lo denominaba Grupo 1 Fotográfico.[2]
- 2017: La cantautora estadunidense, Taylor Swift, publica su sexto álbum de estudio, Reputation.
- 2019: Evo Morales renuncia a la presidencia de Bolivia, tras intensas semanas de protestas ante acusación de fraude electoral y supuesta manipulación de votos.
- 2019: en España, se celebran de nuevo elecciones generales tras  no ser posible alcanzar un acuerdo de gobierno y no haber podido Pedro Sánchez, ser investido Presidente del Gobierno  tras las elecciones generales del 28 de abril de 2019.
- 2020: en Lima, Manuel Merino asume la presidencia del Perú tras la vacancia del entonces jefe de Estado, Martín Vizcarra, generando rechazos de sectores izquierdistas y protestas a nivel nacional.
- 2021: la plataforma YouTube decide ocultar el conteo de «no me gusta» (dislikes) para mitigar el presunto ambiente acoso contra youtubers.
- 2021: La actriz mexicana María Antonieta de las Nieves recibe el Récord Guinness por la longevidad de su personaje infantil La Chilindrina, interpretado por más de 48 años.

## Nacimientos
- 1278: Felipe I de Tarento, príncipe de Tarento (f. 1332).
- 1323: Felipe de Borgoña, conde de Auvernia (f. 1346).
- 1433: Carlos el Temerario, duque borgoñés (f. 1477).
- 1480: Brígida de York, aristócrata inglesa (f. 1517).

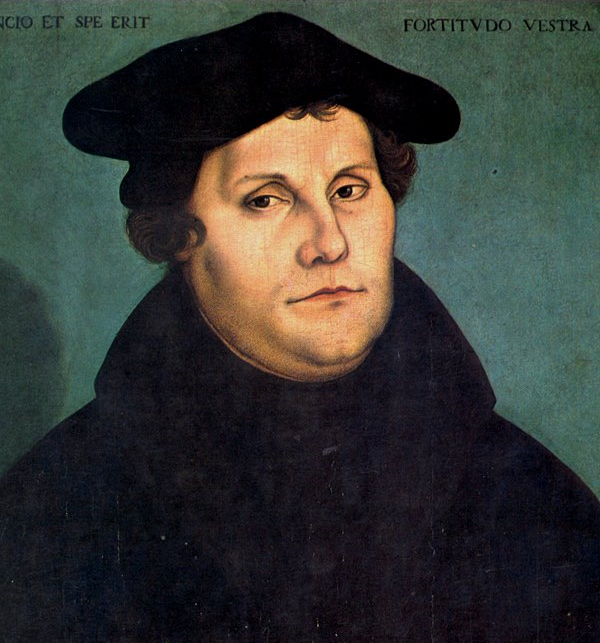
Martín Lutero.

- 1483: Martín Lutero, monje alemán (f. 1546).
- 1490: Juan III de Cléveris, aristócrata alemán (f. 1539).
- 1493: Paracelso, físico suizo (f. 1541).
- 1566: Robert Devereux, II conde de Essex, conde inglés (f. 1601).
- 1574: María Cristina de Habsburgo, princesa de Habsburgo (f. 1621).
- 1577: Jacob Cats, poeta y político neerlandés (f. 1660).
- 1584: Catalina Vasa, princesa sueca (f. 1638).
- 1615: Ninon de Lenclos, escritora, mecenas y cortesana francesa (f. 1705).

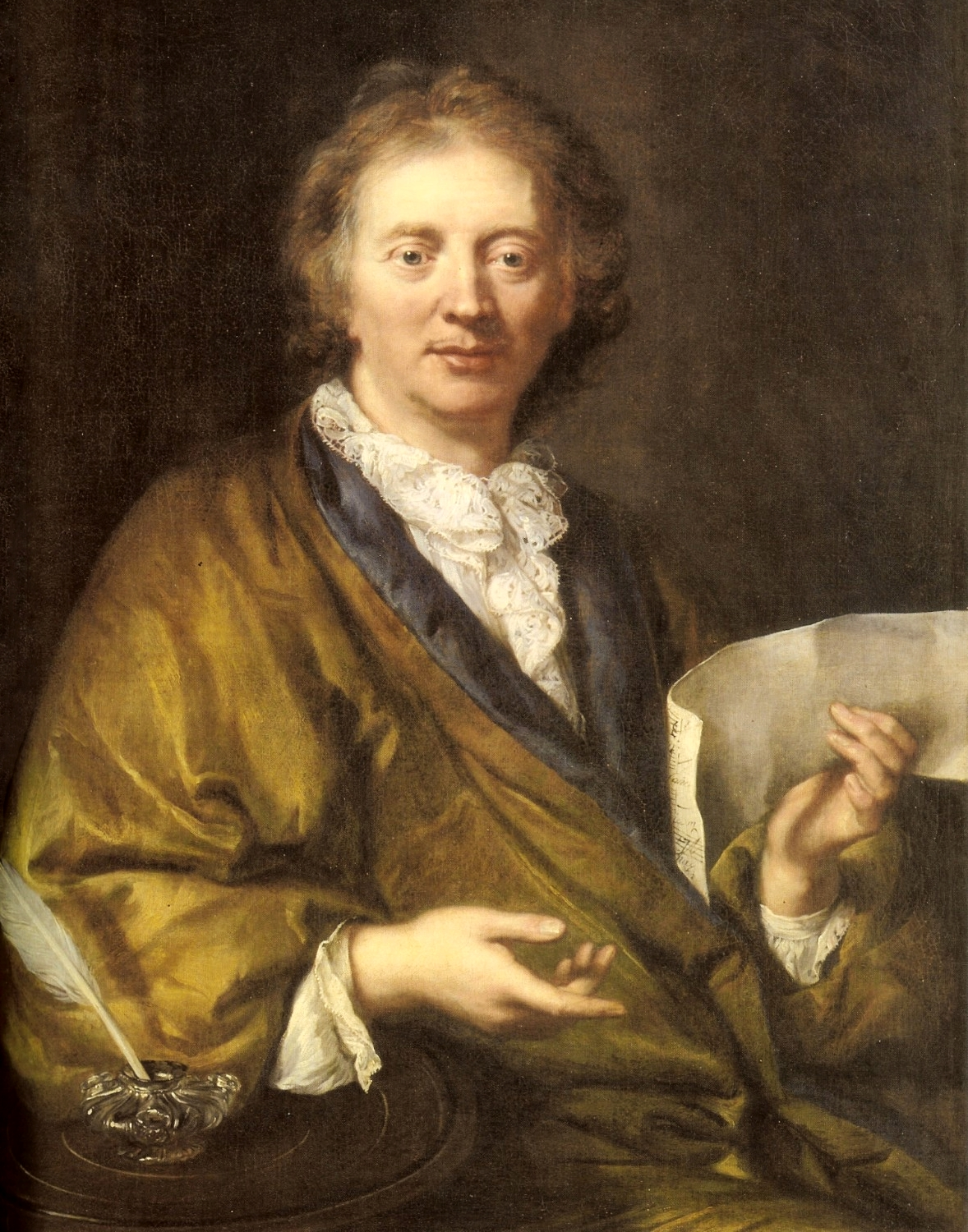
François Couperin.

- 1668: François Couperin, músico francés (f. 1733).
- 1684: Francisco Solano de Luque, médico e investigador español (f. 1738).
- 1695: John Bevis, físico y astrónomo inglés (f. 1771).
- 1695: Luis Armando II de Borbón-Conti, aristócrata francés (f. 1727).
- 1697: William Hogarth, pintor, grabador y literato inglés (f. 1764).
- 1697: Luisa Hipólita de Mónaco, aristócrata monegasca (f. 1731).
- 1710: Adam Gottlob Moltke, político danés (f. 1792).
- 1712: Teresa Herrera, filántropa española (f. 1791).
- 1720: Honorato III de Mónaco (f. 1795).
- 1728: Oliver Goldsmith, escritor anglo-irlandés (f. 1774).
- 1730: Pedro de Alcántara Fernández de Córdoba, aristócrata español (f. 1789).
- 1735: Granville Sharp, abolicionista británico (f. 1813).
- 1740: María Cunigunda de Sajonia, princesa alemana (f. 1826).
- 1748: Andrés del Corral, escritor y arqueólogo español (f. 1818).

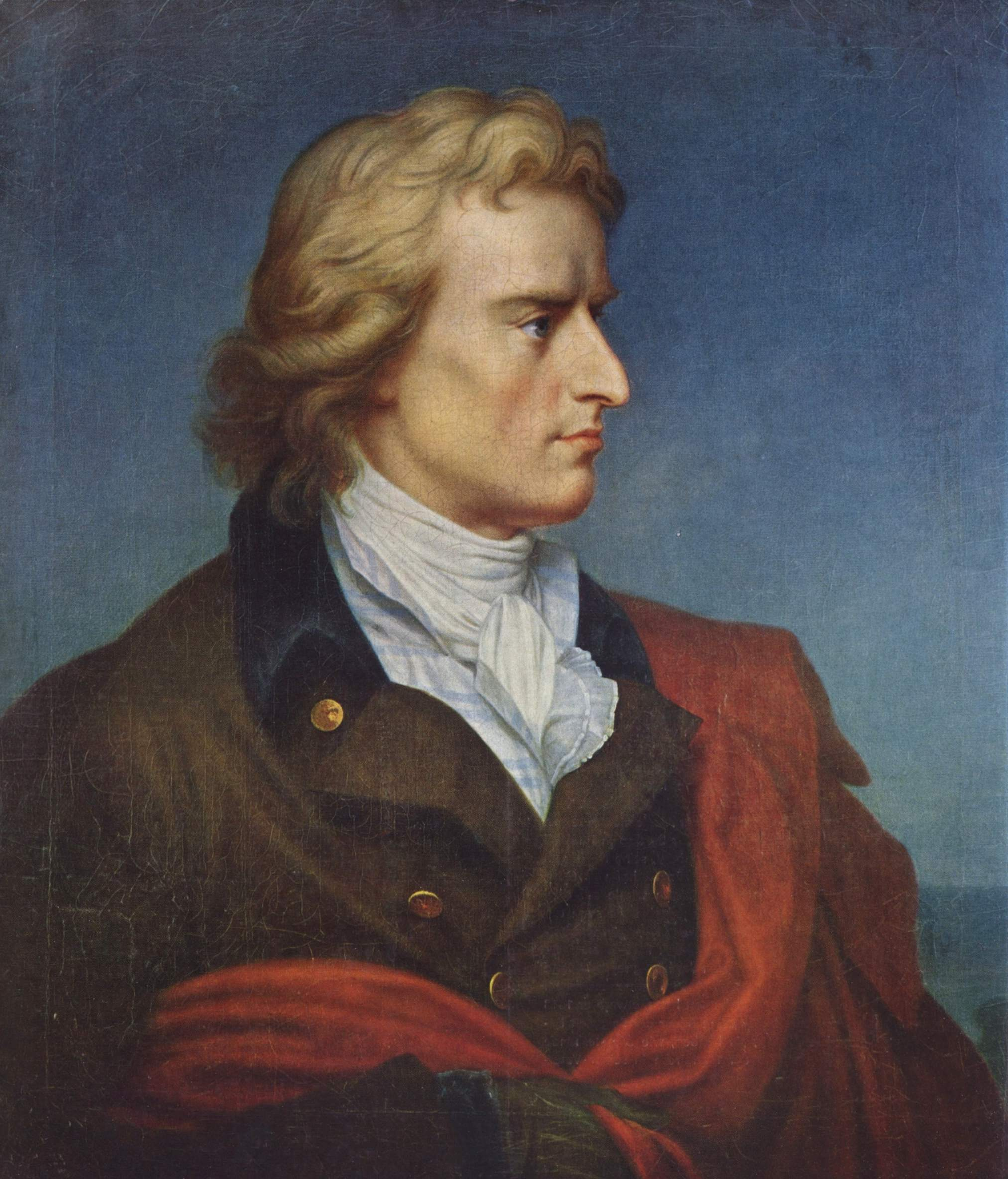
Friedrich Schiller.

- 1759: Friedrich Schiller, poeta, filósofo y dramaturgo alemán (f. 1805).
- 1764: Andrés Manuel del Río, mineralogista español y mexicano (f. 1849).
- 1766: Andrés Esteban Gómez, religioso español (f. 1831).
- 1776: María del Pilar Melo de Portugal y Heredia, aristócrata española (f. 1835).
- 1784: Franco Andrea Bonelli, ornitólogo italiano (f. 1830).
- 1784: William Maynard Gomm, militar británico (f. 1875).
- 1786: Vicente Salvá, gramático, bibliógrafo y editor español (f. 1849).
- 1788: José María Cornejo , presidente salvadoreño (f. 1864).
- 1790: Jean René Constant Quoy, naturista y zoólogo francés (f. 1869).
- 1800: Alexander Walker Scott, entomólogo australiano (f. 1883).
- 1801: Vladimir Dal, lexicógrafo ruso (f. 1872).
- 1807: Robert Blum, político alemán (f. 1848).
- 1808: Martín Arenas, militar argentino (f. 1871).
- 1817: Andrés Lamas, escritor uruguayo (f. 1891).
- 1818: Pastor Obligado, militar y político argentino (f. 1870).
- 1819: Ernst Benary, empresario y botánico alemán (f. 1893).
- 1819: Adolf Wuttke, teólogo alemán (f. 1870).
- 1821: Auguste Cain, escultor francés (f. 1894).
- 1822: Joaquín Fonseca, religioso español (f. 1890).
- 1823: Tomás Mosquera, político español (f. 1890).
- 1823: Thomas Scatcherd, abogado y político canadiense (f. 1876).
- 1826: Manuel Rafael García Aguirre, jurista argentino (f. 1887).
- 1828: Teodomiro Ramírez de Arellano, escritor español (f. 1909).
- 1829: Elwin Bruno Christoffel, físico y matemático alemán (f. 1900).

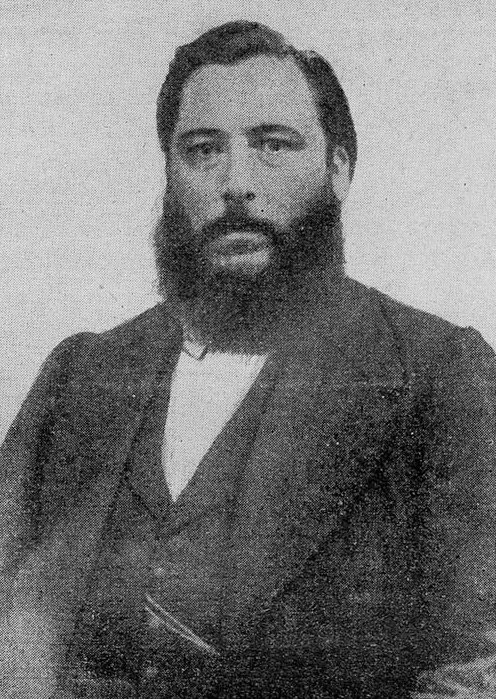
José Hernández.

- 1834: José Hernández, escritor argentino (f. 1886).
- 1835: Amalia Domingo Soler, escritora española (f. 1909).
- 1836: Andrés Avelino Cáceres, militar, político y presidente peruano (f. 1923).
- 1836: Ricardo Gutiérrez, cirujano y poeta argentino (f. 1896).
- 1843: Miguel Antonio Caro, político y escritor colombiano (f. 1909).
- 1845: Andrés Avelino Aramburú Sarrio, periodista y político peruano (f. 1916).
- 1845: John Sparrow David Thompson, político y primer ministro canadiense (f. 1894).
- 1848: José Velarde, poeta español (f. 1892).
- 1849: Alexander Duff, aristócrata británico (f. 1912).
- 1851: Francis Maitland Balfour, biólogo escocés (f. 1882).
- 1851: José María Yermo y Parres, religioso mexicano (f. 1904).
- 1856: Mabel Loomis Todd, escritora estadounidense (f. 1932).
- 1859: Théophile Alexandre Steinlen, pintor francosuizo (f. 1923).
- 1861: Robert Innes, astrónomo británico (f. 1933).
- 1862: Camilo Arriaga, ingeniero de minas mexicano (f. 1945).
- 1863: Bernabé Piedrabuena, obispo español (f. 1942).
- 1868: Gichin Funakoshi, maestro de artes marciales japonés (f. 1957).
- 1869: Gaetano Bresci, magnicida italiano (f. 1901).
- 1870: Carlos de Borbón-Dos Sicilias, aristócrata español (f. 1949).
- 1870: Lizzie Caswall Smith, fotógrafa británica (f. 1958).
- 1870: Michael Rostovtzeff, político ruso (f. 1952).
- 1873: Adolfo d'Empaire Andrade, médico venezolano (f. 1947).
- 1873: Henri Rabaud, director de orquesta y compositor francés (f. 1949).
- 1874: Gustav Embden, bioquímico alemán (f. 1933).
- 1875: Manuel de Argüelles y Argüelles, político y banquero español (f. 1945).
- 1875: Nicolás Fernández, militar mexicano (f. 1973).

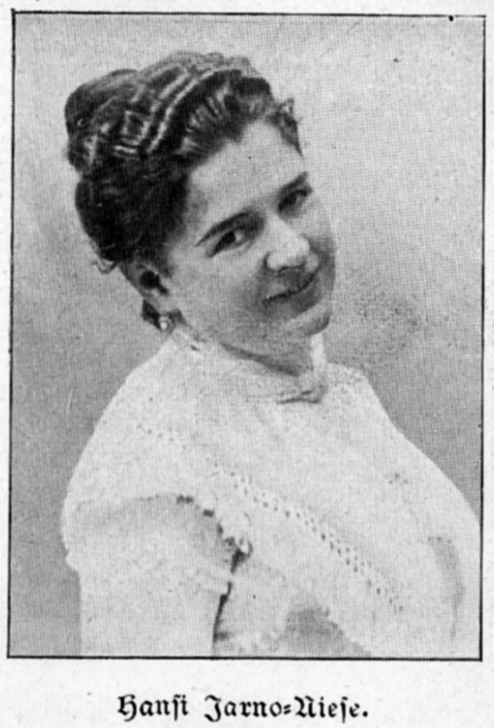
Hansi Niese.

- 1875: Hansi Niese, actriz austríaca (f. 1934).
- 1878: Jorge Ubico Castañeda, presidente y dictador guatemalteco (f. 1946).
- 1879: Vachel Lindsay, poeta estadounidense (f. 1931).
- 1879: Patrick Pearse, activista irlandés (f. 1916).
- 1880: Jacob Epstein, escultor estadounidense (f. 1959).
- 1881: Rollin Thorne Sologuren, empresario peruano (f. 1954).
- 1882: José Benjamín Ábalos, médico y político argentino (f. 1966).
- 1882: Leo White, actor estadounidense (f. 1948).
- 1885: Esther Dale, actriz estadounidense (f. 1961).
- 1887: Arnold Zweig, escritor alemán (f. 1968).
- 1888: Juan Antonio Ríos, político y presidente chileno (f. 1946).
- 1889: Rafael Estrella Ureña, presidente dominicano (f. 1945).

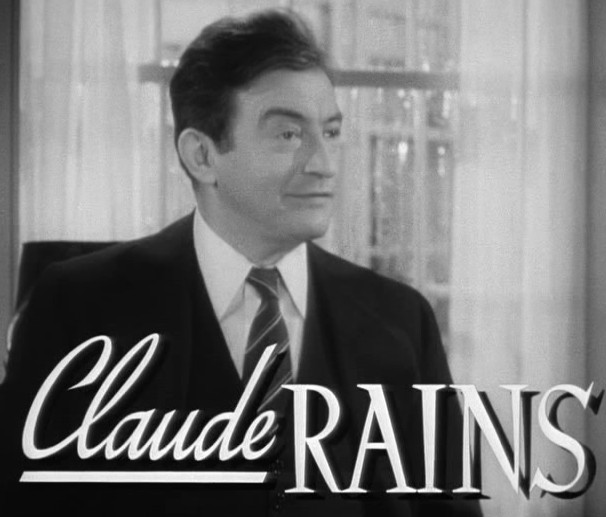
Claude Rains.

- 1889: Claude Rains, actor británico (f. 1967).
- 1890: Carl F. W. Borgward, ingeniero y empresario alemán (f. 1963).
- 1890: Gastone Gambara, militar italiano (f. 1962).
- 1891: Carl Stalling, compositor estadounidense (f. 1972).
- 1893: Gregori Maksímov, anarcosindicalista ruso (f. 1950).
- 1894: Lisa Tetzner, escritora alemana (f. 1963).
- 1897: Luis Arturo Gardeweg Villegas, político chileno (f. 1985).
- 1897: Antonio Pons, presidente ecuatoriano (f. 1980).
- 1901: José Gorostiza, poeta mexicano (f. 1973).
- 1902: Antonio María Valencia, músico y compositor colombiano (f. 1952).
- 1905: Rafael Fernández-Shaw, escritor español (f. 1967).
- 1905: Marcial Rodríguez, dirigente político argentino (f. 2003).
- 1906: Gregorio Fraile, científico y catedrático español (f. 1999).
- 1906: Josef Kramer, oficial de la SS alemán (f. 1945).
- 1908: Noemí Gerstein, escultora y dibujante argentina (f. 1996).

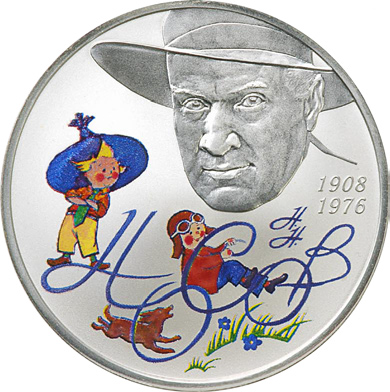
Nikolay Nósov.

- 1908: Nikolay Nósov, escritor ruso (f. 1976).
- 1909: Robert Arthur, escritor estadounidense (f. 1969).
- 1909: Pawel Jasienica, periodista, historiador y soldado polaco (f. 1970).
- 1910: Tomás Blanco, actor español (f. 1990).
- 1910: Salvador Contreras, compositor mexicano (f. 1982).
- 1910: Raoul Diagne, futbolista y entrenador francés (f. 2002).
- 1910: Ernesto Duchini, futbolista y entrenador argentino (f. 2006).
- 1911: Harry Andrews, actor británico (f. 1989).
- 1911: Luis Emilio Gómez Ruiz, abogado y diplomático ecuatoriano (f. 1966).
- 1913: José Manuel Blecua Teijeiro, filólogo español (f. 2003).
- 1913: Álvaro Cunhal, político portugués (f. 2005).
- 1914: Edmund Conen, futbolista alemán (f. 1990).
- 1915: Torcuato Fernández Miranda, político español (f. 1980).
- 1916: Billy May, compositor estadounidense de jazz (f. 2004).
- 1916: Doctor Tangalanga, cómico argentino (f. 2013).
- 1917: Avelina Landín, cantante mexicana de boleros (f. 1991).
- 1918: Ernst Otto Fischer, científico alemán, premio nobel de química en 1973 (f. 2007).
- 1919: José María Caffarel, actor español (f. 1999).
- 1919: George Fenneman, locutor radiofónico estadounidense (f. 1997).
- 1919: Mijaíl T. Kaláshnikov, ingeniero, militar diseñador de armas de fuego soviético-ruso (f. 2013).
- 1919: Víctor Medina, político chileno (f. 1997).
- 1919: Rafael Hernández Piedra, político mexicano (f. 1985).
- 1919: François Périer, actor francés (f. 2002).
- 1919: Michael Strank, marine estadounidense (f. 1945).
- 1919: Moise Tshombe, político congoleño (f. 1969).
- 1920: Jennifer Holt, actriz estadounidense (f. 1997).
- 1920: Rafael del Pino, empresario español (f. 2008).
- 1921: Sergio Markmann, empresario chileno (f. 2009).
- 1922: Gaby Álvarez, actriz española (f. 2013).
- 1922: Manuel Franco da Costa de Oliveira Falcão, obispo portugués (f. 2012).

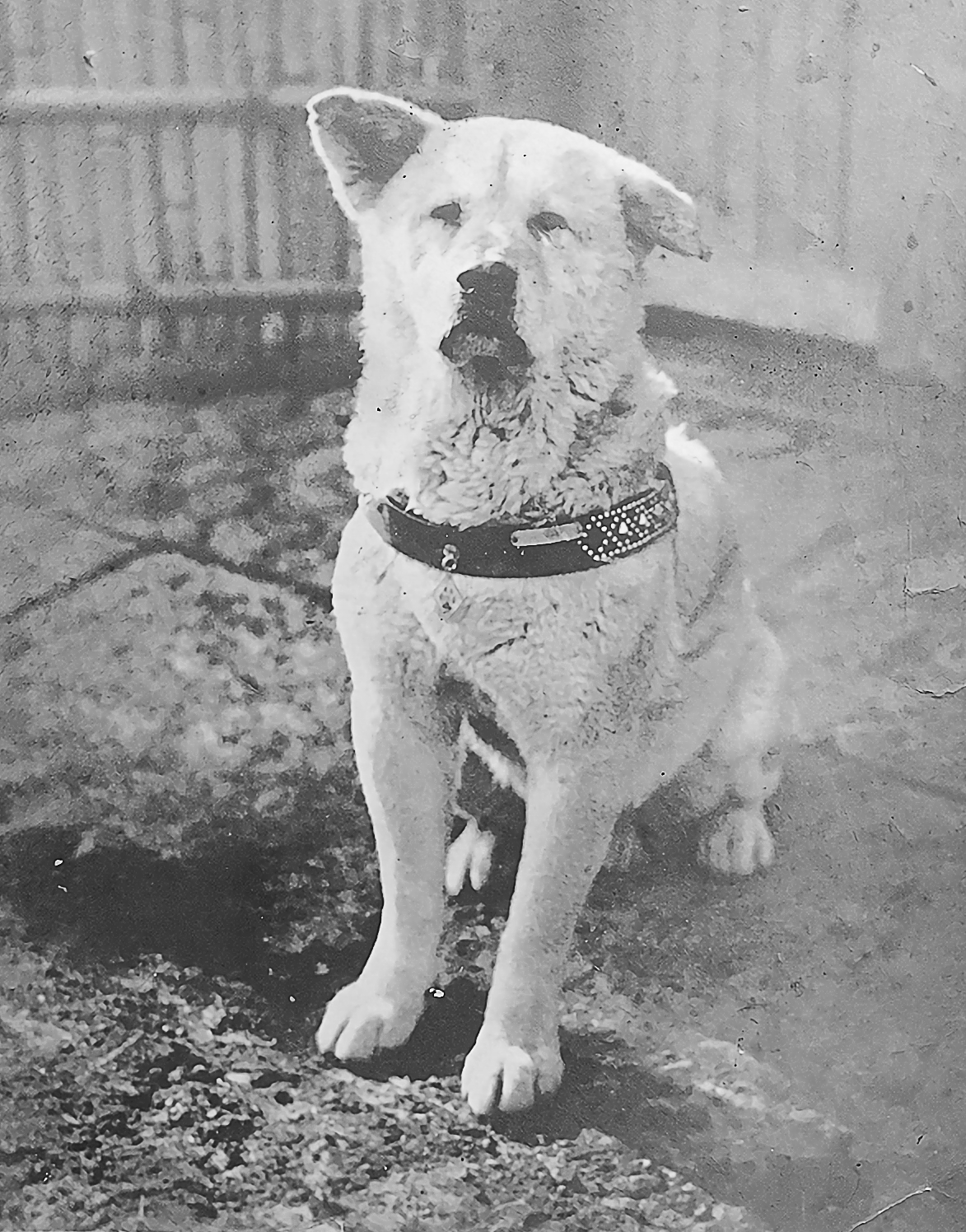
Hachikō

- 1923: Robert Carrier, cocinero estadounidense (f. 2006).
- 1923: Hachikō, el «perro fiel» japonés (f. 1935).
- 1923: José María Moreno Galván, intelectual, periodista español (f. 1981).
- 1923: Anne Shelton, cantante británica pop (f. 1994).
- 1924: Caterina Mancini, soprano italiana (f. 2011).

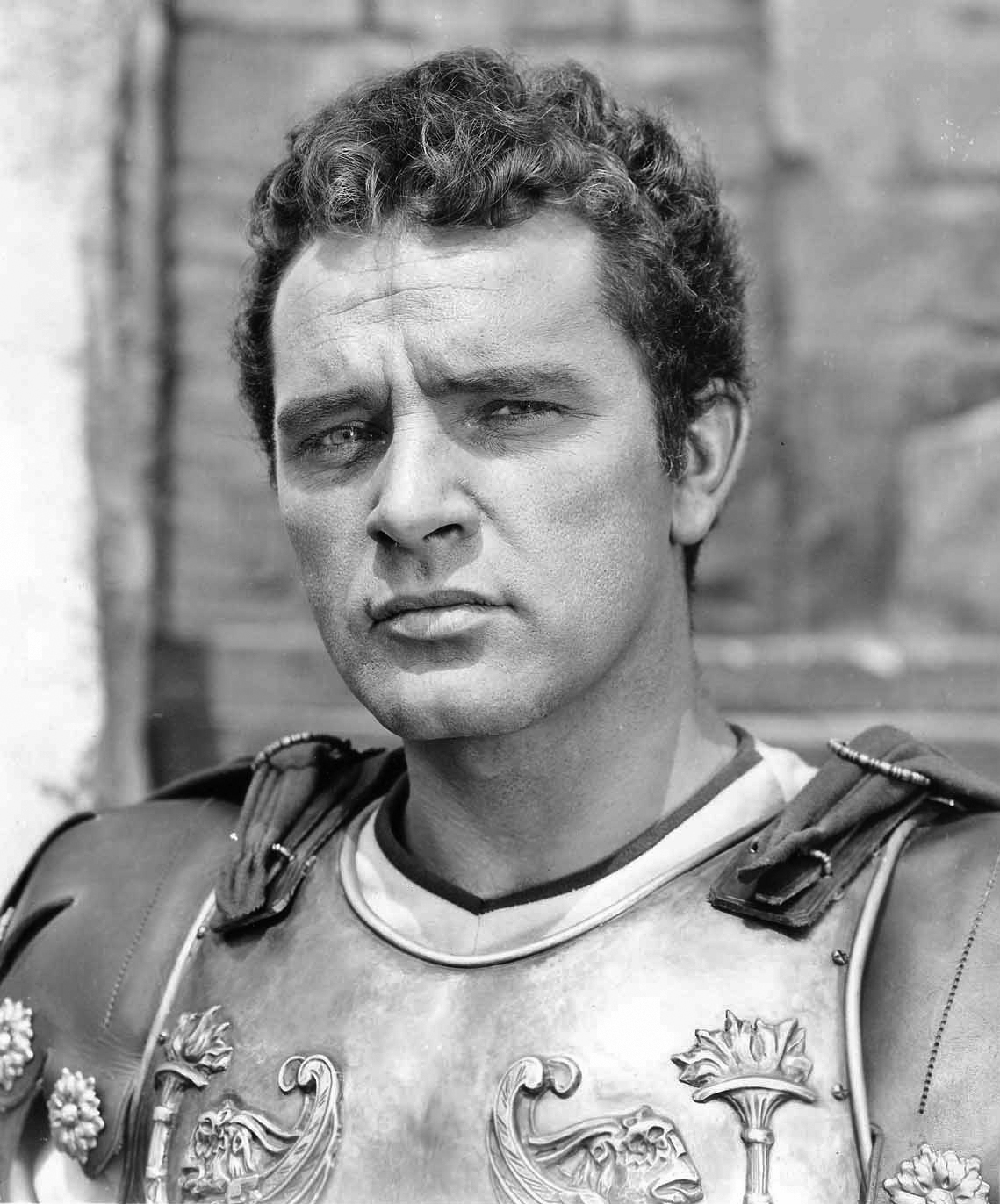
Richard Burton.

- 1925: Richard Burton, actor británico (f. 1984).
- 1926: Jaime Agudelo, humorista colombiano (f. 2009).
- 1926: Rossella Falk, actriz italiana (f. 2013).
- 1926: Juan Jesús Posadas Ocampo, obispo mexicano (f. 1993).
- 1927: Sabah Fighali, cantante libanesa de música árabe (f. 2014).

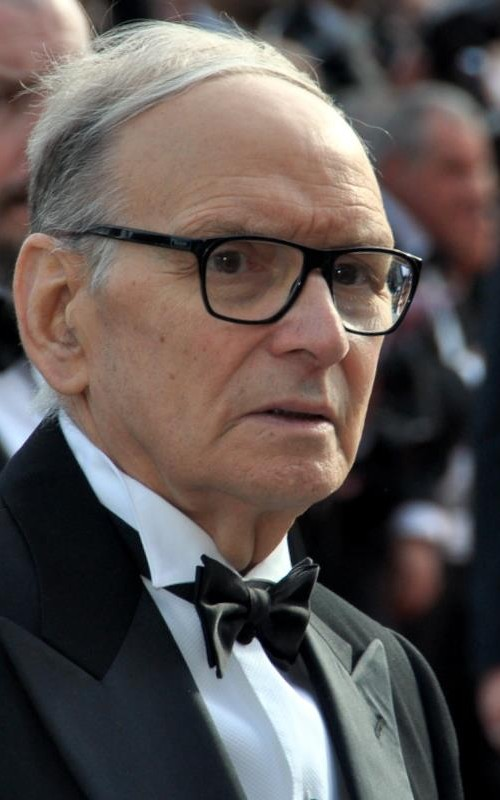
Ennio Morricone.

- 1928: Ennio Morricone, compositor y director de orquesta italiano (f. 2020).
- 1929: Luis García-San Miguel, jurista español (f. 2006).
- 1929: Carlos Alberto Moratorio, militar y deportista argentino (f. 2010).
- 1929: Ninón Sevilla, actriz y bailarina cubana (f. 2015).
- 1929: Wout Wagtmans, ciclista neerlandés (f. 1994).
- 1930: Gene Conley, baloncestista estadounidense (f. 2017).
- 1930: Luis Rius, escritor español (f. 1984).
- 1931: Francisco Pastor Pérez, poeta y galerista español (f. 2012).
- 1931: Hugo García Robles, escritor, gastrónomo y crítico de arte uruguayo (f. 2014).
- 1932: Paul Bley, pianista canadiense de jazz (f. 2016).
- 1932: Jean-Pierre Garen, médico y escritor francés (f. 2004).
- 1932: Liana Lombard (Lía Cyngiser), actriz argentina (f. 2009).

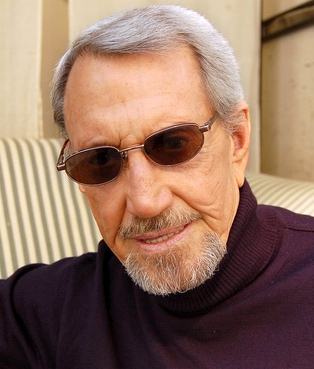
Roy Scheider.

- 1932: Roy Scheider, actor estadounidense (f. 2008).
- 1933: Don Clarke, rugbista neozelandés (f. 2002).
- 1933: Roberto Di Chiara, periodista argentino (f. 2008).
- 1934: Houston Person, saxofonista estadounidense de jazz.
- 1934: Lucien Bianchi, piloto italiano de automovilismo (f. 1969).
- 1935: Igor Dmitriyevich Novikov, astrofísico ruso.
- 1936: Claudio Barrientos, boxeador chileno (f. 1982).
- 1936: Muntaz Dhrami, escultor albanés.
- 1936: Mario Handler, cineasta y fotógrafo uruguayo.
- 1936: Olga Francesca Linares , arqueóloga panameña-estadounidense (f. 2014).
- 1937: Zdeněk Zikán, futbolista checo (f. 2013).
- 1939: Manuel del Valle Arévalo , político español (f. 2020).
- 1939: Hubert Laws, músico estadounidense de jazz.
- 1939: Russell Means, actor y activista estadounidense (f. 2012).
- 1940: Pierre Bameul, escritor francés.
- 1940: Joan Borràs, actor español.
- 1940: Screaming Lord Sutch (David Sutch), cantautor y político británico (f. 1999).
- 1941: Margarita Cota-Cárdenas, escritora estadounidense.
- 1942: Jaume Bartumeu, político y presidente andorrano.
- 1942: Robert F. Engle, economista estadounidense.
- 1942: Barry Kramer, baloncestista estadounidense.
- 1942: Hans-Rudolf Merz, político suizo.
- 1944: Askar Akáiev, político kirguistano, primer presidente de su país.
- 1944: Rosa Luz Alegría, política mexicana.
- 1944: Tim Rice, autor de letras para musicales y guionista británico.
- 1944: Robert Lawrence Trask, lingüista estadounidense (f. 2004).
- 1945: Terence Davies, guionista y cineasta británico.
- 1945: Vladimir Hofmann, escultor francés.
- 1945: Willi Lippens, futbolista alemán.
- 1945: Salvador Martínez della Rocca, político y activista mexicano.
- 1945: Thongloun Sisoulith, político laosiano, Presidente de Laos desde 2021.
- 1946: Vicent Garcés, político español.
- 1946: Manuel Matta, político chileno.
- 1946: Hannes Swoboda, político austríaco.
- 1947: Glen Buxton, guitarrista estadounidense de rock (f. 1997).
- 1947: Bachir Gemayel, militar libanés (f. 1982).

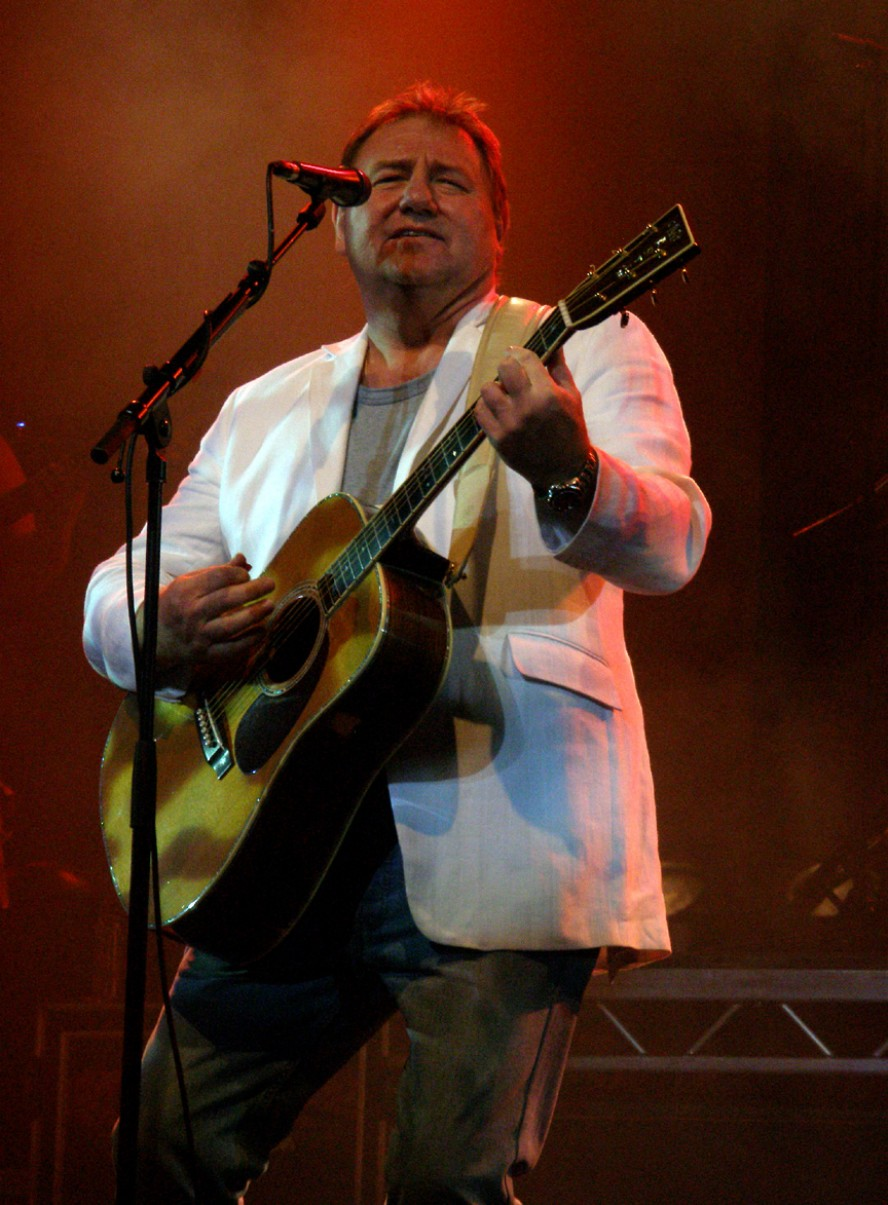
Greg Lake.

- 1947: Greg Lake, músico británico, de las bandas King Crimson, y Emerson, Lake and Palmer (f. 2016).
- 1948: Shigesato Itoi, diseñador de juegos japonés.
- 1948: Ángela T. Leiva, botánica cubana.
- 1948: Sitthichai Pokai-udom, político tailandés.
- 1948: Vincent Schiavelli, actor estadounidense (f. 2005).
- 1950: Ángel Calle, político español.
- 1950: Kim Donghwa, dibujante surcoreano.
- 1950: Pedro Escobar, político español.
- 1950: Bernd-Ulrich Hergemöller, historiador alemán.
- 1950: Debra Hill, productora de cine y guionista estadounidense (f. 2005).
- 1950: Casimiro López Llorente, obispo español.
- 1950: Enrique Mrak, gestor cultural, actor y escritor uruguayo.
- 1950: Bob Orton, Jr., luchador profesional estadounidense.
- 1950: Teresa de Dios Unanue educadora cubana criada en Puerto Rico.
- 1951: Danilo Medina, político, economista y presidente dominicano desde 2012.
- 1951: Patxi Pagoaga, jugador español de balonmano (f. 1995).
- 1951: John Williamson, baloncestista estadounidense (f. 1996).
- 1952: Fernando Allende, actor mexicano.
- 1952: Beatriz del Cueto, arquitecta cubana.
- 1953: Charles E. Leiserson, científico informático estadounidense.
- 1953: Carlos Maturana, pintor chileno.
- 1953: Leticia Navarro, empresaria mexicana.
- 1953: Jorge Yoma, político argentino.
- 1954: Avelino Guillén, jurista peruano.
- 1954: Enny Haryono, cantante indonesia.
- 1954: Juanito, futbolista español (f. 1992).
- 1954: Ángel Mifsud Ciscar, escritor español (f. 2012).
- 1954: Marlene van Niekerk, escritora sudafricana.
- 1955: Clare Higgins, actriz británica.

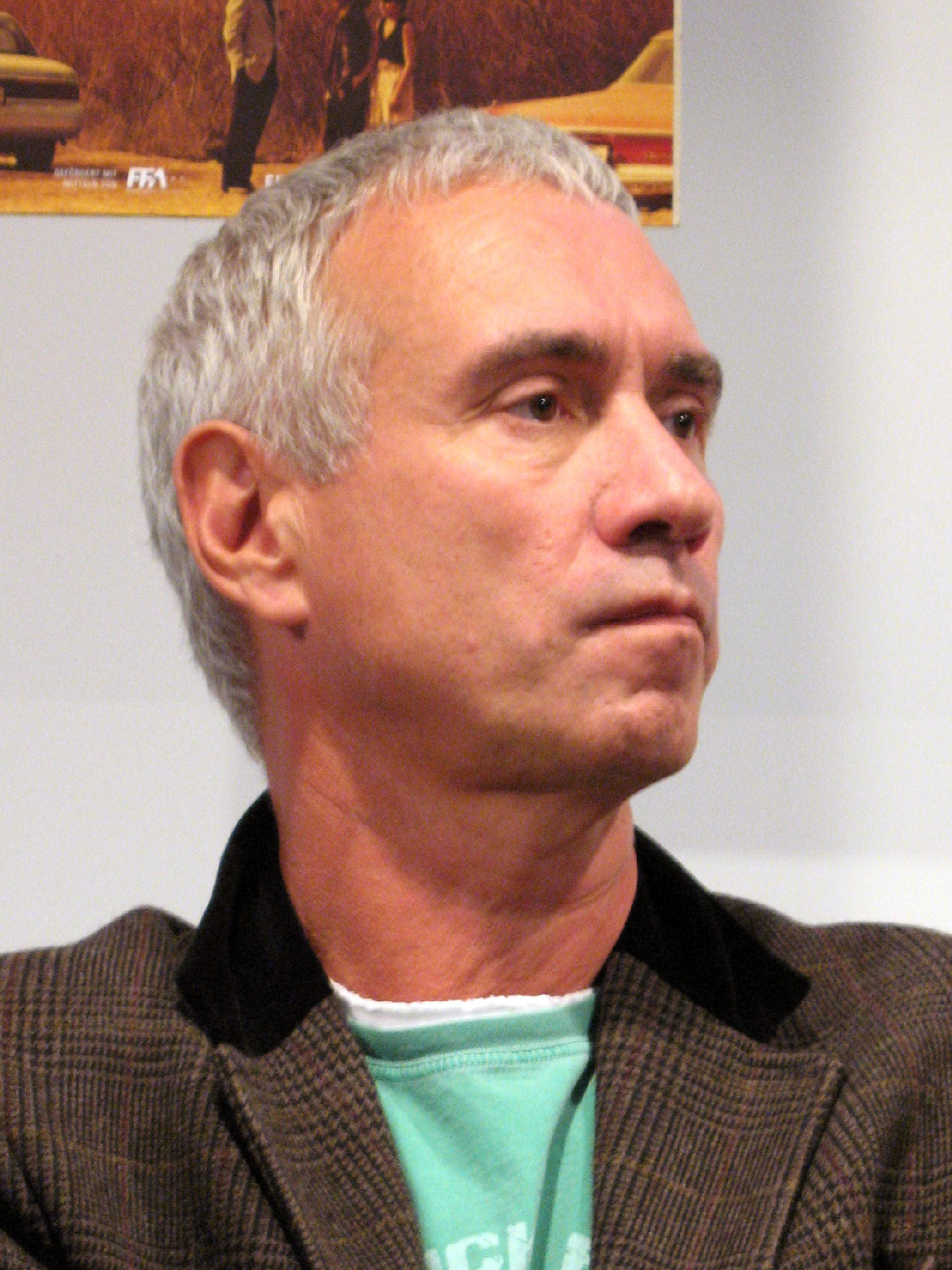
Roland Emmerich.

- 1955: Roland Emmerich, cineasta alemán.
- 1955: Horacio Pagani, diseñador de autos argentino-italiano.
- 1956: Luis Benítez, escritor y poeta argentino.
- 1956: Scott Columbus, baterista estadounidense, de la banda Manowar (f. 2011).
- 1956: Sinbad, actor y comediante estadounidense.
- 1957: Ingo Metzmacher, director de orquesta y músico alemán.
- 1958: Stephen Herek, cineasta estadounidense.
- 1958: George Lowe, actor estadounidense.
- 1958: Omar Minaya, mánager de béisbol estadounidense.
- 1959: Richard Brodie, programador informático estadounidense.
- 1959: Randy Mamola, piloto estadounidense de carreras.
- 1959: Marcelo Tas, director, presentador, escritor brasileño.
- 1960: Neil Gaiman, historietista y escritor británico.
- 1960: Celeste Jiménez, bailarina venezolana.
- 1960: Miguel Ángel Rodríguez, humorista argentino.
- 1960: Pello Varela, y guionista y cineasta español.
- 1961: Ester Formosa, actriz y cantante española.
- 1961: Franco Navarro, futbolista y entrenador peruano.
- 1962: Pedro Delgado Campaña, economista y banquero ecuatoriano.
- 1962: Domingo González Romero, político español.
- 1962: Paul "Tubbs" Williams, bajista británico de acid jazz, de la banda Incognito (f. 2007).
- 1963: Hugh Bonneville, actor británico.
- 1963: Gabriel Condron, guionista y cineasta argentino.
- 1963: Tommy Davidson, cómico y actor estadounidense.
- 1963: Antoni Martí, político andorrano.
- 1963: Dave McKean, ilustrador británico.
- 1963: Mike Powell, atleta estadounidense.
- 1963: Narcisse Ranarison, escultor malgache.
- 1963: Juan Carlos Torres, escritor colombiano.
- 1964: Héctor Campana, baloncestista y político argentino.
- 1964: Magnús Scheving, actor y gimnasta islandés.
- 1965: Eddie Irvine, piloto británico de Fórmula 1.
- 1966: Vanessa Angel, actriz británica.
- 1966: Bill DeMott, luchador profesional estadounidense.
- 1967: Vivian Chow, actriz y cantante hongkonesa.
- 1967: Rémy Belvaux, cineasta belga.
- 1967: Aurelio Pastor Valdivieso, abogado y político peruano.
- 1967: Andreas Scholl, tenor alemán.
- 1967: Michael Jai White, actor estadounidense.
- 1968: Tracy Morgan, cómico y actor estadounidense.
- 1969: Faustino Asprilla, futbolista colombiano.
- 1969: Jens Lehmann, futbolista alemán.
- 1969: Nicola Minali, ciclista italiano.
- 1969: Ellen Pompeo, actriz estadounidense.
- 1969: José Antonio Ramos, músico timplista español (f. 2008).
- 1969: Zoltán Téglás, cantante estadounidense de rock.
- 1970: Warren G, rapero estadounidense.
- 1970: Freddy Loix, piloto de rally belga.
- 1970: Serguéi Ovchinnikov, futbolista ruso.
- 1971: Mario Abdo Benítez, político y empresario paraguayo, Presidente de Paraguay entre 2018 y 2023.
- 1971: Chetanya Adib, actor indio.

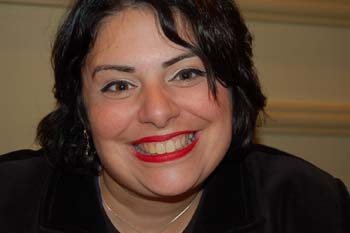
Holly Black.

- 1971: Holly Black, escritora estadounidense.
- 1971: Marcelo Corvalán, bajista, cantante y compositor argentino, de la banda ANIMAL.
- 1971: Walton Goggins, actor estadounidense.
- 1971: Mustapha Hadji, futbolista marroquí.
- 1971: Carlos David Ruiz, futbolista argentino.
- 1972: DJ Ashba, guitarrista estadounidense, de la banda Guns N' Roses.
- 1972: Nic Chagall, DJ y productor de origen alemán, de la banda Cosmic Gate.
- 1972: Marco Garcés, futbolista mexicano.
- 1973: Patrik Berger, futbolista checo.
- 1973: Robert Gulya, compositor húngaro.
- 1973: Marco Antonio Rodríguez, árbitro de fútbol mexicano.
- 1973: Haroon Yousaf, futbolista pakistaní.
- 1974: Manuel Canabal, futbolista español.
- 1974: Alexsander Freitas, actor pornográfico estadounidense.
- 1974: Niko Hurme, músico finlandés, de las bandas Lordi y Stala & So.
- 1974: Matt Maher, cantante canadiense de rock cristiano.
- 1974: Igor Sypniewski, futbolista polaco (f. 2022).
- 1975: Jim Adkins, guitarrista y cantante estadounidense, de la banda Jimmy Eat World.
- 1975: Raquel Navamuel, modelo, actriz y presentadora de televisión española.
- 1975: Davey Havok, cantante estadounidense de rock.
- 1975: Markko Märtin, piloto de rallys estonio.
- 1975: Everson Pereira, futbolista suizo.
- 1976: Sergio González, futbolista español.
- 1976: Steffen Iversen, futbolista noruego.
- 1976: Shefki Kuqi, futbolista finlandés.
- 1976: Andrés Juan, cantante y actor colombiano.
- 1977: Josh Barnett, luchador de artes marciales estadounidense.
- 1977: Brittany Murphy, actriz estadounidense (f. 2009).
- 1977: Erik Nevland, futbolista noruego.
- 1977: Freddy Serrano, periodista costarricense.
- 1978: Kyla Cole, modelo eslovaca.
- 1978: Nadine Angerer, futbolista alemana.
- 1978: Jorge De Paula, beisbolista dominicano.

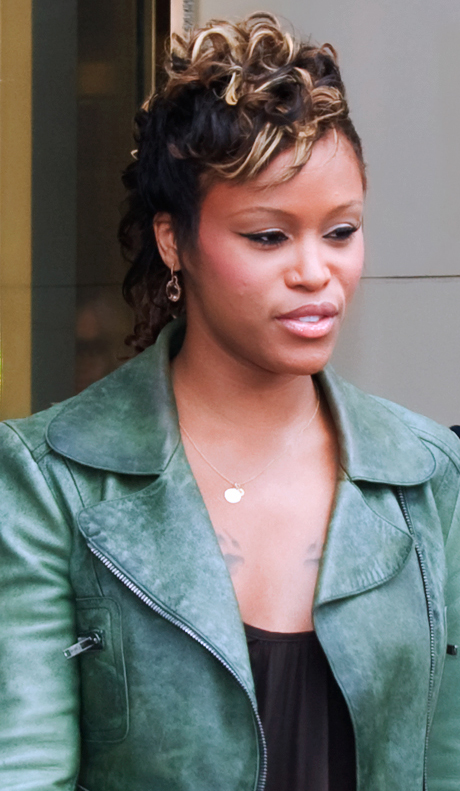
Eve.

- 1978: Eve, cantante estadounidense de hip hop.
- 1978: Julián López, actor y humorista español.
- 1978: Timo Scheider, piloto de automovilismo alemán.
- 1978: Diplo, DJ estadounidense, de la banda Major Lazer.
- 1978: Marcia Coutiño, actriz mexicana.
- 1978: Park Jae-hong, futbolista surcoreano.
- 1979: Cuci Amador, músico portorriqueña de funk.
- 1979: Chris Joannou, bajista australiano, de la banda Silverchair.
- 1979: Nina Mercedez, actriz porno estadounidense.
- 1979: Anthony Réveillère, futbolista francés.
- 1979: Takashi Uchiyama, boxeador japonés.
- 1980: Grégory Arnolin, futbolista francés.
- 1980: Troy Bell, baloncestista estadounidense.
- 1980: Calvin Chen, cantante y actor taiwanés, de la banda Fahrenheit.
- 1980: Gitti Fuentes, cantante chilena.
- 1980: Katarina Waters, luchadora profesional alemana.
- 1981: Tony Blanco, beisbolista dominicano.
- 1981: Ezequiel Garré, futbolista argentino.
- 1981: Ryback, luchador profesional estadounidense.
- 1981: Miroslav Slepička, futbolista checo.
- 1982: Alejandro José Hernández Hernández, árbitro de fútbol español.
- 1982: Ruth Lorenzo, cantante española.
- 1982: Heather Matarazzo, actriz estadounidense.
- 1982: Juan Ojeda, arquero argentino.
- 1982: Amets Txurruka, ciclista español.
- 1983: Brian Dinkelman, beisbolista estadounidense.
- 1983: Miranda Lambert, cantante y guitarrista estadounidense, de la banda Pistol Annies.
- 1983: Simone Peach, actriz porno checa.
- 1983: Craig Smith, baloncestista estadounidense.
- 1983: Marius Žaliūkas, futbolista lituano (f. 2020).
- 1984: Ludovic Obraniak, futbolista polaco.
- 1984: María Gracia Omegna, actriz chilena.
- 1984: Kendrick Perkins, baloncestista estadounidense.
- 1984: Luis Alberto Ramírez, futbolista peruano.
- 1985: Diego Amaya, futbolista colombiano.
- 1985: Aleksandar Kolarov, futbolista serbio.
- 1985: Cherno Samba, futbolista gambiano.
- 1986: Aarón Guerrero, actor español.
- 1986: Ilias Iliadis, judoca griego.
- 1986: Stanislav Namaşco, futbolista moldavo.
- 1986: Josh Peck, actor estadounidense.

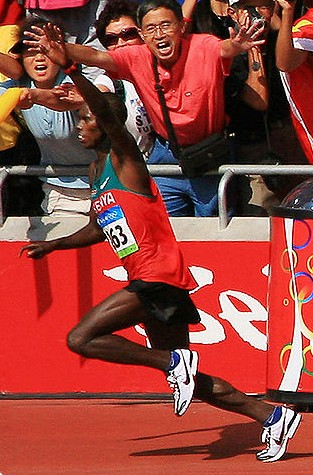
Samuel Wanjiru.

- 1986: Samuel Wanjiru, atleta keniano (f. 2011).
- 1987: D.J. Augustin, baloncestista estadounidense.
- 1987: Norbey Salazar, futbolista colombiano.
- 1987: Jessica Tovey, actriz australiano.
- 1987: Paulin Voavy, futbolista malgache.
- 1988: John Pajoy, futbolista colombiano.
- 1988: Gonzalo Sepúlveda, futbolista chileno.
- 1988: Jesús M. Toribio, teclista y compositor español, de la banda Phoenix Rising.
- 1988: Massimo Coda, futbolista italiano.
- 1988: Arafat Djako, futbolista togolés.
- 1989: Daniel Agyei, futbolista ghanés.
- 1989: Ana Fernández García, actriz española.
- 1989: Brendon Hartley, piloto neozelandés.
- 1989: Andrew J. Morley, actor australiano.
- 1989: Jacob Pullen, baloncestista estadounidense.
- 1989: Taron Egerton, actor y cantante británico.
- 1990: Vanessa Ferrari, gimnasta italiana.
- 1990: Aron Jóhannsson, futbolista estadounidense.
- 1990: Andreas Laudrup, futbolista danés.
- 1991: Marcos Caicedo, futbolista ecuatoriano.
- 1991: Gorgui Dieng, baloncestista senegalés.
- 1991: Tony Snell, baloncestista estadounidense.
- 1991: William Jebor, futbolista liberiano.
- 1992: Mattia Perin, futbolista italiano.
- 1992: Héctor Antonio Urrego, futbolista colombiano.
- 1992: Rafał Wolski, futbolista polaco.Archivo:Rafał Wolski.JPG
- 1992: Wilfried Zaha, futbolista británico.
- 1992: Borna Barišić, futbolista croata.
- 1992: Ulrik Saltnes, futbolista noruego.
- 1993: Srđan Mijailović, futbolista serbio.
- 1993: Matej Mitrović, futbolista croata.
- 1994: Zoey Deutch, actriz estadounidense.
- 1994: Óliver Torres, futbolista español.
- 1994: Aron Þrándarson, futbolista islandés.
- 1994: Pape Dieng, futbolista senegalés.
- 1995: Iván Pardo, futbolista chileno.
- 1995: Lotte Kopecky, ciclista belga.
- 1995: Nicholas Ioannou, futbolista chipriota.
- 1996: Ezekiel Bassey, futbolista nigeriano.
- 1997: Igor Szpakowski, actor español.
- 1997: Joost Klein, rapero neerlandés.
- 1997: Federico Dimarco, futbolista italiano.
- 1997: Daniel James, futbolista británico.
- 1997: JJ Bleday, beisbolista estadounidense.
- 1997: Rashad Weaver, jugador de fútbol americano estadounidense.
- 1997: Kazunari Ichimi, futbolista japonés.
- 1998: Abdul-Aziz Yakubu, futbolista ghanés.
- 1998: Djordje Mihailović, futbolista estadounidense.
- 1998: Alena Nazdrova, piragüista bielorrusa.
- 1998: Rayshaun Hammonds, baloncestista estadounidense.
- 1998: Demario Phillips, futbolista jamaicano.
- 1998: Paula García García, atleta española.
- 1999: Kiernan Shipka, actriz estadounidense.
- 1999: Mondo Duplantis, atleta sueco de salto con pértiga.
- 1999: João Félix, futbolista portugués.
- 1999: Hugo Duro Perales, futbolista español.
- 1999: Samantha Watson, atleta estadounidense.
- 2000: Mackenzie Foy, modelo y actriz estadounidense.
- 2000: Bryce Hamilton, baloncestista estadounidense.
- 2002: Eduardo Camavinga, futbolista francés.
- 2003: Alberto Flores, futbolista español.

## Fallecimientos

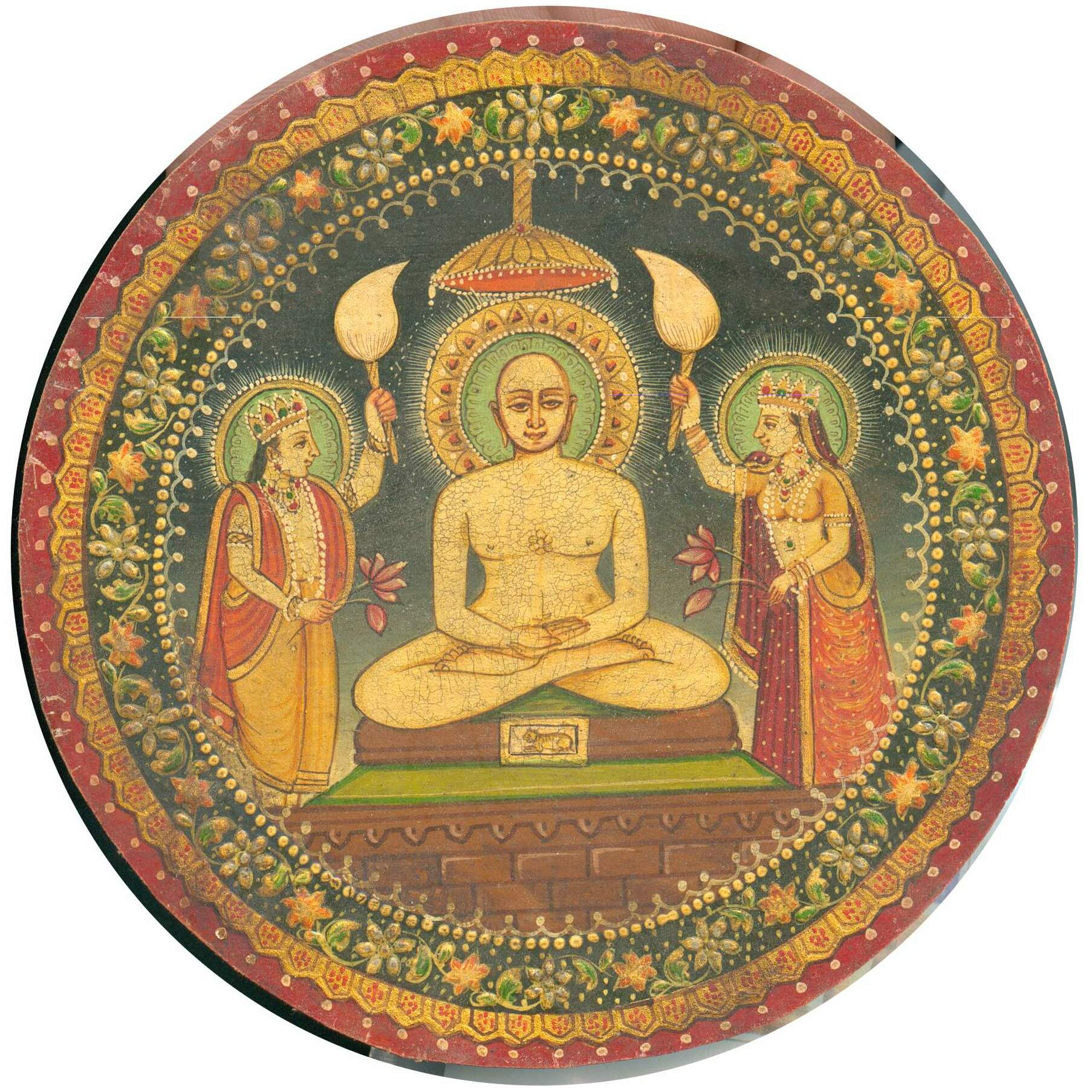
Majavira.

- 477 a. C.: Majavira, religioso indio (n. 549 a. C.).
- 461: León I el Magno, papa romano (n. c. 390).
- 627: Justo de Canterbury, clérigo y misionero italiano (n. c. 580).
- 897: Teófano II, emperatriz bizantina (n. ¿?).
- 1209: Ramón Roger de Trencavel, aristócrata francés (n. 1185).
- 1241: Celestino IV, papa romano (n. ¿?).
- 1299: Juan I de Holanda, rey neerlandés (n. 1284).
- 1444: Vladislao III Jagellón, rey polaco (n. 1424).
- 1495: Dorotea de Brandeburgo, aristócrata alemana (n. 1431).
- 1501: Vittore Crivelli, pintor italiano (n. 1444).
- 1543: Felipe Bigarny, escultor francés (n. c. 1475).

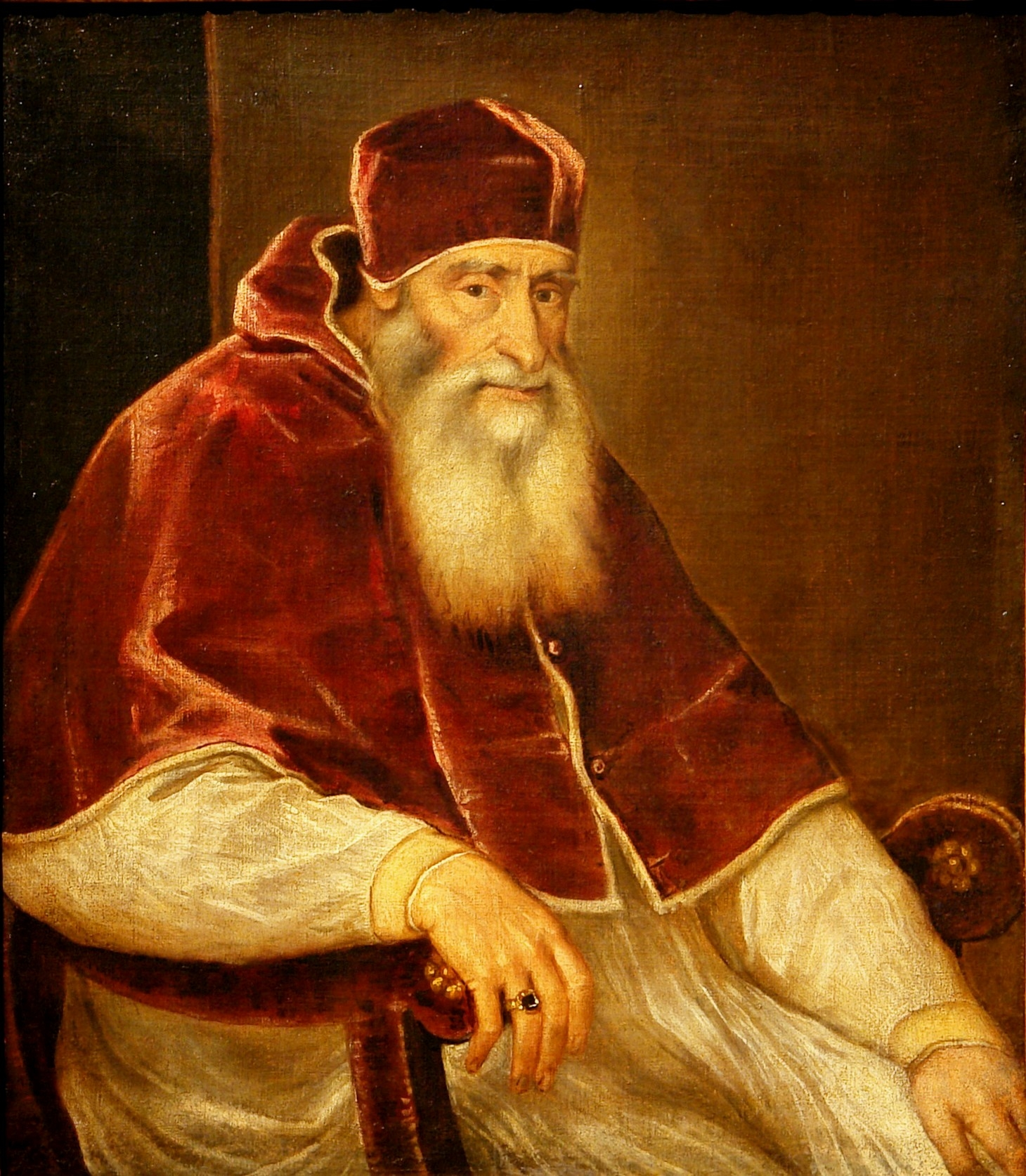
Paulo III.

- 1549: Paulo III, papa italiano (n. 1468).
- 1559: Pedro Fernández de Velasco y Tovar, aristócrata español (n. 1485).
- 1562: Antonio de Borbón, aristócrata francés (n. 1518).
- 1562: Luis de Vega, arquitecto español (n. ¿?).
- 1644: Luis Vélez de Guevara, dramaturgo y novelista español (n. 1579).
- 1673: Miguel Korybut Wisniowiecki, rey polaco (n. 1640).
- 1683: John Collins, matemático inglés (n. 1625).
- 1683: Robert Morison, botánico escocés (n. 1620).
- 1728: Fiódor Matvéievich Apraxin, almirante ruso (n. 1661).
- 1730: Gregorio Lazzarini, pintor italiano (n. 1655).
- 1763: Joseph François Dupleix, administrador colonial francés (n. 1697).
- 1793: Jean-Marie Roland de la Platière, político francés (n. 1734).
- 1799: Joseph Black, físico y químico británico (n. 1728).
- 1808: Guy Carleton, aristócrata británico (n. 1724).
- 1814: Gregorio Hermida y Gamba, obispo español (n. 1755).
- 1824: Joaquín Larraín, presbítero y político chileno (n. 1754).
- 1834: George Spencer, aristócrata británico (n. 1758).
- 1836: José María Cabrer, ingeniero militar y geógrafo español (n. 1761).
- 1836: William Frederick Wells, acuarelista y grabador británico (n. 1762).
- 1843: John Trumbull, pintor estadounidense (n. 1756).
- 1845: Ramón Casaus y Torres, obispo español (n. 1765).

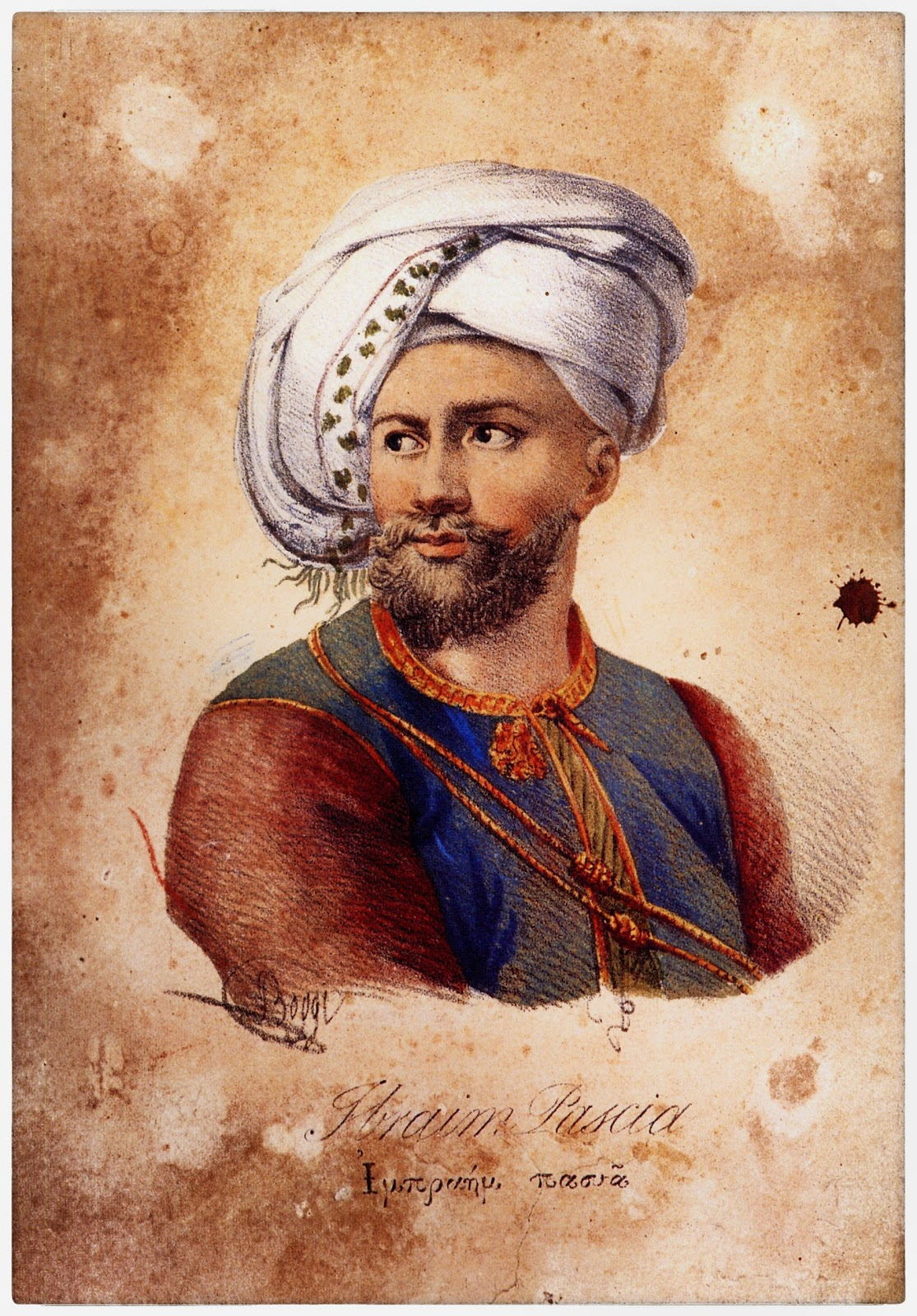
Ibrahim Bajá.

- 1848: Ibrahim Bajá, militar egipcio (n. 1789).
- 1848: Juan María Muñoz y Manito, militar español (n. 1761).
- 1852: Gideon Mantell, paleontólogo británico (n. 1730).
- 1857: Victoria de Sajonia-Coburgo-Kohary, princesa de Sajonia (n. 1822).
- 1861: Isidore Geoffroy Saint-Hilaire, zoólogo francés (n. 1805).
- 1873: Louis Le Chatelier, ingeniero francés (n. 1815).
- 1876: Juan Antonio Álvarez, político argentino (n. 1812).
- 1876: Karl Eduard von Eichwald, botánico ruso (n. 1795).
- 1880: Sabino Berthelot, naturalista francés (n. 1794).
- 1884: Emil Viktor Ekstrand, botánico sueco (n. 1841).
- 1888: George Charles Bingham, militar británico (n. 1800).
- 1888: Vicente Herrera Zeledón, político costarricense (n. 1821).
- 1891: Henry Nottidge Moseley, naturalista británico (n. 1844).

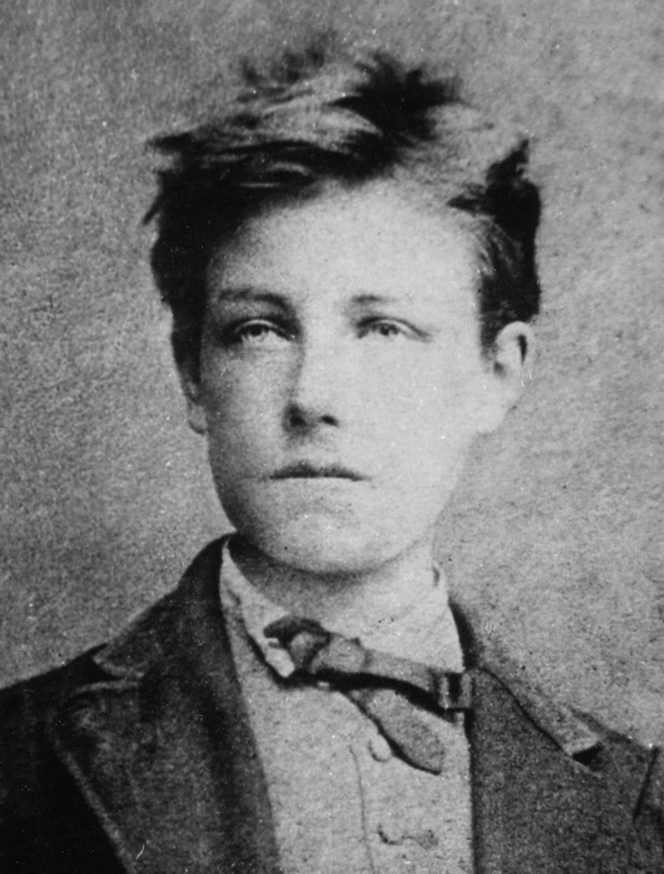
Arthur Rimbaud.

- 1891: Arthur Rimbaud, poeta francés (n. 1854).
- 1893: Mercedes Álvarez Morón, patriota argentina (n. 1800).
- 1895: George Lawson, botánico y pteridólogo canadiense (n. 1827).
- 1897: Mamerto Natividad, militar filipino (n. 1871).
- 1898: John Fowler, ingeniero británico (n. 1817).
- 1899: Ngwane V, rey suazi (n. 1876).
- 1900: Armand David, sacerdote francés (n. 1826).
- 1908: Samuel Chamberlain, soldado, escritor y pintor estadounidense (n. 1829).
- 1908: Alejandro San Martín y Satrústegui, médico y político español (n. 1847).
- 1909: Renée Vivien, escritora británica (n. 1877).

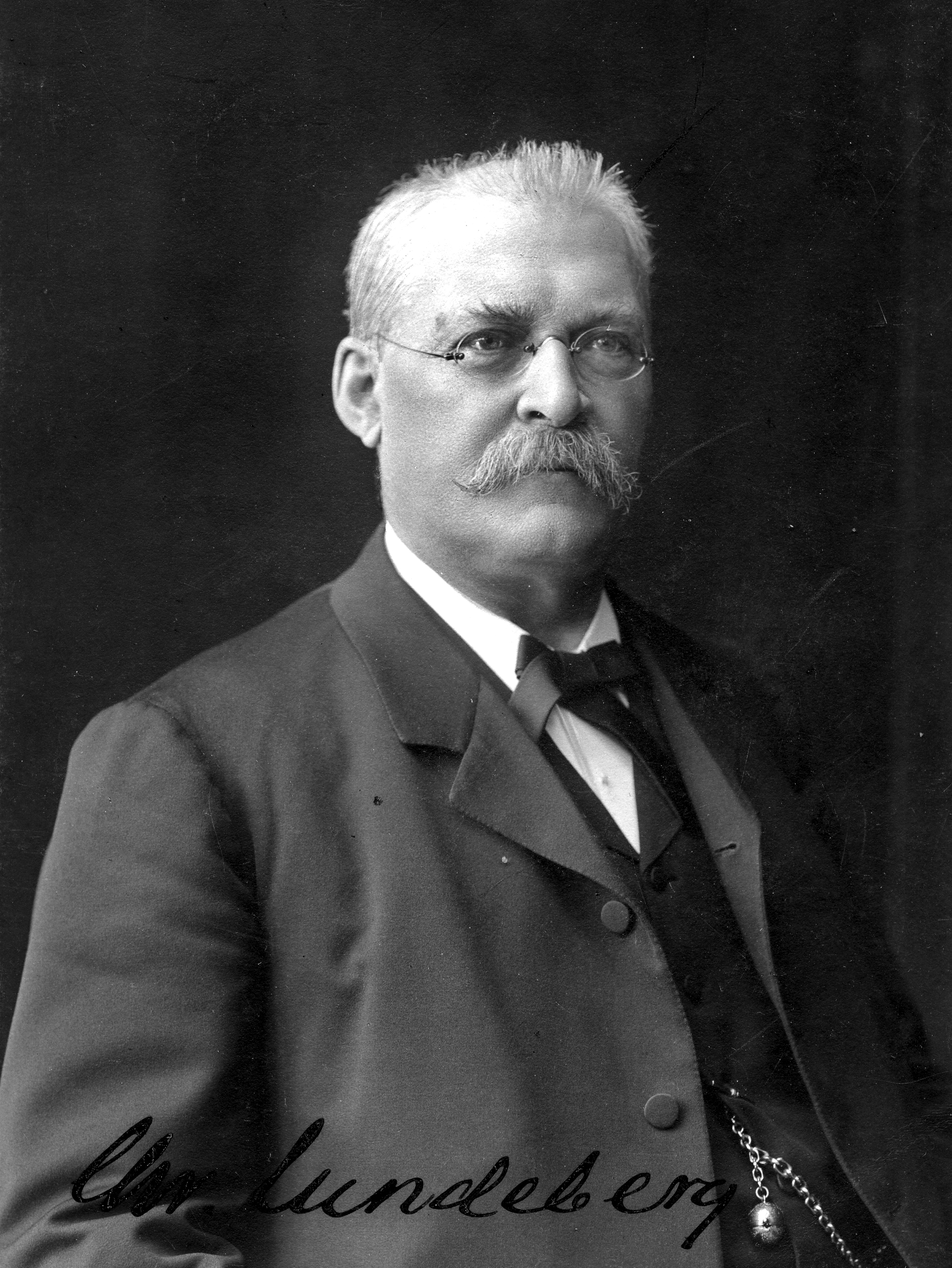
Christian Lundeberg.

- 1911: Christian Lundeberg, político y primer ministro sueco (n. 1842).
- 1911: Félix Ziem, pintor francés (n. 1821).
- 1912: Ramón Corral, político mexicano (n. 1854).
- 1914: José de Charmoy, escultor francés (n. 1879).
- 1915: Edward Lee Greene, botánico y micólogo estadounidense (n. 1843).
- 1916: Walter Sutton, médico y genetista estadounidense (n. 1877).
- 1921: Gyula Breyer, ajedrecista húngaro (n. 1893).
- 1921: Francisco Tosta García, político y militar venezolano (n. 1846).
- 1925: Ernesto Pérez Millán, nacionalista católico y asesino argentino; asesinado (n. 1899).
- 1928: Anita Berber, bailarina, actriz y modelo alemana (n. 1899).
- 1929: Carlos Washington Lencinas, político argentino (n. 1888).
- 1936: Louis-Gustave Binger, militar y explorador francés (n. 1856).
- 1936: Ricardo Cortes Villasana, político español (n. 1890).
- 1936: Manuel Lustres, político, periodista y escritor español (n. 1888).
- 1936: Ramón de Navia-Osorio y Castropol, militar y político español (n. 1877).

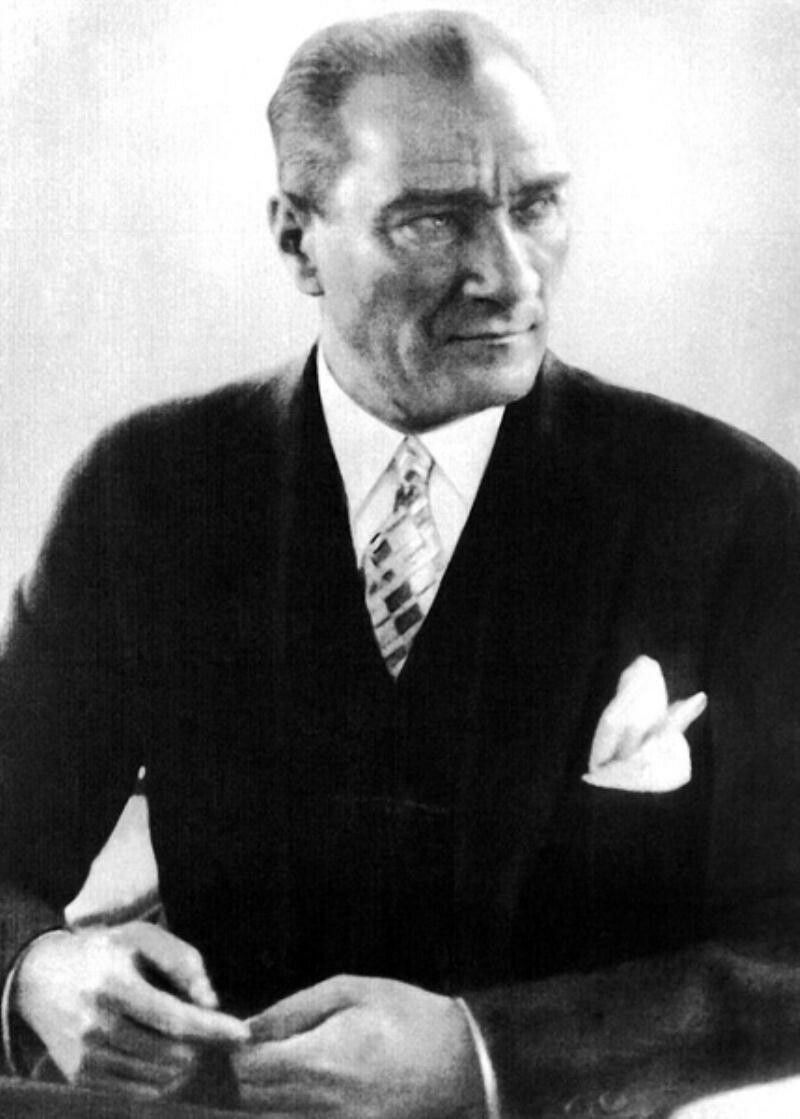
Kemal Atatürk.

- 1938: Kemal Atatürk, primer presidente turco (n. 1881).
- 1940: Aurelio Arteta, pintor español (n. 1879).
- 1941: Luis de Landecho, arquitecto español (n. 1852).
- 1942: Violet Vanbrugh, actriz británica (n. 1867).
- 1943: Johannes Prassek, religioso alemán (n. 1911).
- 1944: Wang Jingwei, político chino (n. 1883).
- 1944: Friedrich-Werner Graf von der Schulenburg, aristócrata y diplomático alemán (n. 1875).
- 1946: David Hunt Linder, botánico estadounidense (n. 1899).
- 1946: Louis Zutter, gimnasta suizo (n. 1856).
- 1947: Pierre Clement Augustin Dangeard, botánico francés (n. 1862).
- 1947: Victor Matthys, político belga (n. 1914).
- 1949: Pedro Arnal de Castro, educador venezolano (n. 1901).
- 1949: Carles Flotats i Galtés, escultor español (n. 1880).
- 1951: Miguel Alessio Robles, periodista y escritor (n. 1884).
- 1952: Friedrich Carl Louis Otto Appel, botánico y agrónomo alemán (n. 1867).
- 1954: Édouard Le Roy, filósofo y matemático francés (n. 1870).
- 1955: Líber Falco, escritor uruguayo (n. 1906).
- 1955: Mariano Latorre, escritor chileno (n. 1886).
- 1956: David Seymour, fotógrafo polaco (n. 1911).
- 1956: Victor Young, compositor, director de orquesta y violinista estadounidense (n. 1900).
- 1958: John Treadwell Nichols, ictiólogo estadounidense (n. 1883).
- 1958: Lizzie Caswall Smith, fotógrafa británica (n. 1870).
- 1959: Felix Jacoby, clasicista y filólogo alemán (n. 1876).
- 1959: Lupino Lane, actor británico (n. 1892).
- 1962: Julius Lenhart, gimnasta austríaco (n. 1875).
- 1962: Diego San José, escritor, periodista e historiador español (n. 1884).
- 1964: Sam Newfield, cineasta estadounidense (n. 1889).
- 1964: Pedro de Polignac, aristócrata francés (n. 1895).
- 1964: Yu Youren, político, militar y poeta chino (n. 1879).
- 1965: Alfredo Hurtado, actor español (n. 1917).
- 1966: Manik Varma, cantante india (n. 1920).
- 1967: Ida Cox, cantante estadounidense (n. 1896).
- 1968: Victoriano Santos, futbolista uruguayo (n. 1902).
- 1969: Tadeusz Peiper, poeta y crítico de arte polaco (n. 1891).
- 1972: Aurora Furtado, guerrillera brasileña (n. 1946).
- 1973: Stringbean, banjista y cantante estadounidense de country (n. 1915).
- 1974: Wolfgang Schadewaldt, filólogo alemán (n. 1900).
- 1975: Manuel Aznar Zubigaray, periodista español (n. 1894).
- 1976: Félix Burriel, escultor español (n. 1888).
- 1976: James Edgar Dandy, botánico británico (n. 1903).

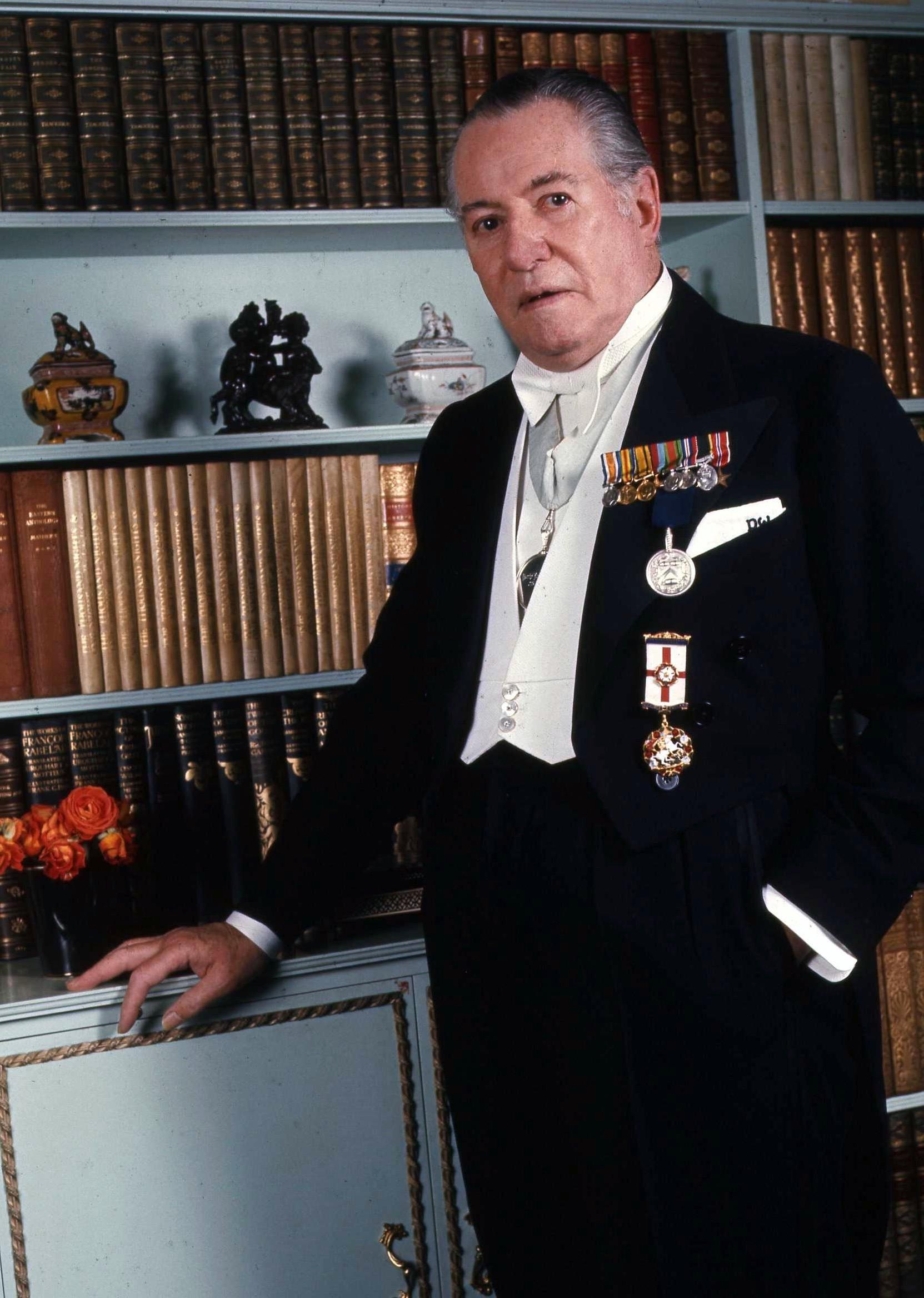
Dennis Wheatley.

- 1977: Ornella Santoliquido, pianista italiana (n. 1906)
- 1977: Dennis Wheatley, escritor británico (n. 1897).
- 1978: José Santiago Crespo, sacerdote español (n. 1909).
- 1978: Theo Lingen, actor y cineasta alemán (n. 1903).
- 1978: Edward James Salisbury, botánico británico (n. 1886).
- 1979: Erwin Kramer, político alemán (n. 1902).
- 1979: Pedro Geoffroy Rivas, poeta, antropólogo y lingüista salvadoreño (n. 1908).
- 1979: Friedrich Torberg, escritor y editor austro-checo (n. 1908).
- 1980: Carlos Izquierdo Edwards, político chileno (n. 1908).
- 1981: Abel Gance, cineasta francés (n. 1889).

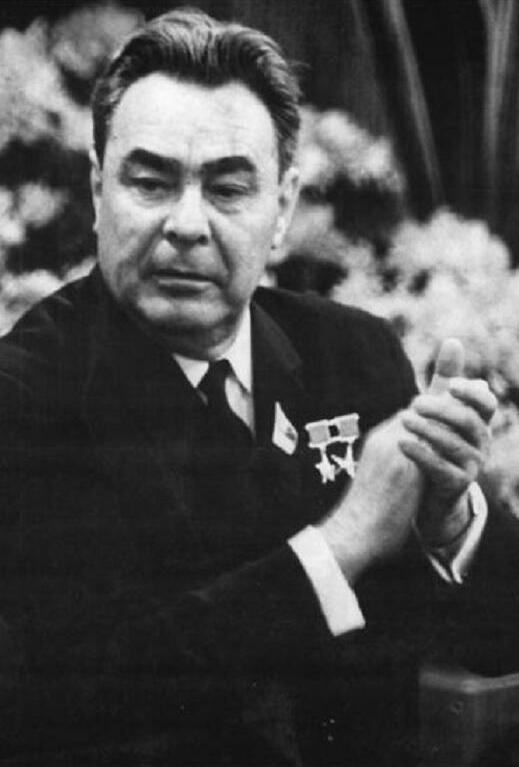
Leonid Brézhnev.

- 1982: Leonid Brézhnev, dirigente soviético (n. 1906).
- 1982: Elio Petri, cineasta italiano (n. 1929).
- 1982: Helen Katherine Sharsmith, bióloga estadounidense (n. 1905).
- 1983: Yang Xiufeng, político chino (n. 1897).
- 1984: Carmelo Goyenechea, futbolista español (n. 1898).
- 1985: Givi Dzhavajishvili, político georgiano, primer ministro de su país (n. 1918).
- 1985: Modesto Higueras, director de teatro y actor español (n. 1910).
- 1986: Vicente Trueba, ciclista español (n. 1905).
- 1986: Leona Woods, física estadounidense (n. 1919).
- 1987: Franco Alvarado Perdomo, escritor boliviano (n. 1920).
- 1987: Michel André, dramaturgo y actor francés (n. 1912).
- 1987: Nur Hossain, activista bangladesí (n. 1961).
- 1987: Seyni Kountché , presidente nigerino (n. 1931).

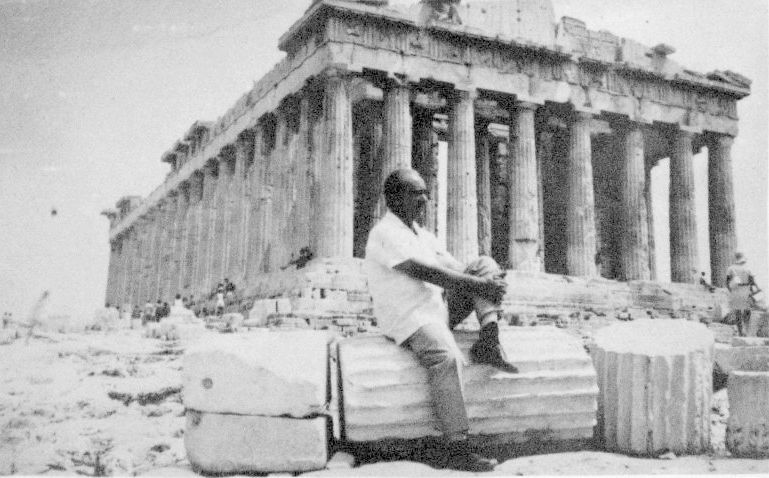
Ildefonso Aroztegui.

- 1988: Ildefonso Aroztegui, arquitecto uruguayo (n. 1916).
- 1989: Peter Berglar, historiador alemán (n. 1919).
- 1990: Ronnie Dyson, actor y cantante estadounidense de pop (n. 1905).
- 1991: William Afflis, luchador estadounidense (n. 1929).
- 1991: Gunnar Gren, futbolista sueco (n. 1920).

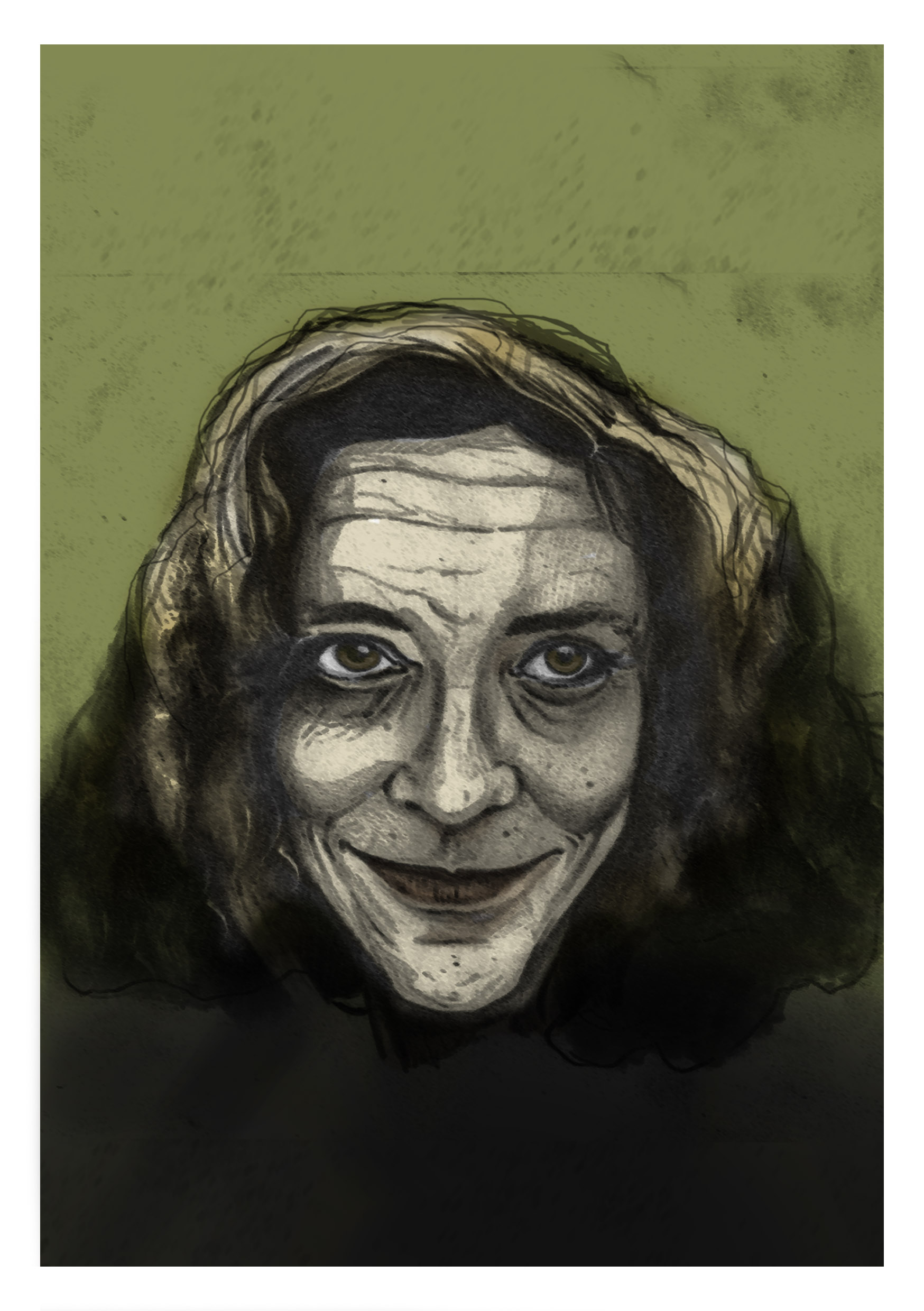
Montserrat Roig.

- 1991: Montserrat Roig, escritora española (n. 1946).
- 1992: Chuck Connors, actor estadounidense (n. 1921).
- 1992: Pedro F. Quintanilla, político mexicano (n. 1914).
- 1992: John Summerson, historiador del arte, arquitecto y divulgador británico (n. 1904).
- 1993: Alberto Breccia, dibujante uruguayo (n. 1919).
- 1994: William Higginbotham, físico estadounidense (n. 1910).
- 1994: Carmen McRae, cantante, pianista y actriz estadounidense de jazz (n. 1920).
- 1995: Ken Saro-Wiwa, escritor y activista nigeriano (n. 1941).
- 1996: Yafeu Fula, rapero estadounidense (n. 1977).
- 1997: Silvio Accame, historiador italiano (n. 1910).
- 1997: Ave Ninchi, actriz italiana (n. 1915).
- 1998: Mario Kaplún, comunicador, locutor y escritor argentino (n. 1923).
- 1998: Jean Leray, matemático francés (n. 1906).
- 1998: Luis Alberto Miloc Pelachi, futbolista y entrenador de fútbol uruguayo (n. 1929).
- 1999: Robert Kramer, cineasta estadounidense (n. 1939).
- 2000: Adamantios Androutsopoulos, político griego (n. 1919).
- 2000: Jacques Chabán-Delmás, político y primer ministro francés (n. 1915).
- 2000: Jorge Fernández-Maldonado, militar y político peruano (n. 1922).
- 2001: Julio César da Rosa, escritor, periodista y político uruguayo (n. 1920).
- 2001: Ken Kesey, escritor estadounidense (n. 1935).
- 2002: Michel Boisrond, cineasta estadounidense (n. 1921).
- 2002: Anne-Marie Brunius, actriz sueca (n. 1916).
- 2002: François-Xavier Guerra, historiador franco-español (n. 1942).
- 2002: Josep Montanyès, actor y cineasta español (n. 1937).
- 2003: Cholín (Ignacio Alcorta), futbolista español (n. 1906).
- 2003: Francisco Bernis Madrazo, ornitólogo y biólogo español (n. 1916).
- 2003: Vicente López Rosat, médico y político español (n. 1925).
- 2003: Canaan Sodindo Banana, político zimbabuense, primer presidente de su país (n. 1936).
- 2003: Irv Kupcinet, periodista estadounidense (n. 1912).
- 2003: Yuri Nuller, psiquiatra ruso (n. 1929).
- 2004: Katy de la Cruz, cantante filipina (n. 1907).
- 2004: Geoffrey Stagg, hispanista español (n. 1913).
- 2005: Jorge Jiménez Cantú, político y médico mexicano (n. 1914).
- 2005: Marta Meyer de Landó, escritora paraguaya (n. 1940).
- 2006: Gabriel Donoso, polista chileno (n. 1960).
- 2006: Gerald Levert, cantante y productor estadounidense (n. 1966).
- 2006: Jack Palance, actor estadounidense (n. 1919).
- 2006: Jack Williamson, escritor estadounidense (n. 1908).
- 2007: Laraine Day, actriz estadounidense (n. 1920).

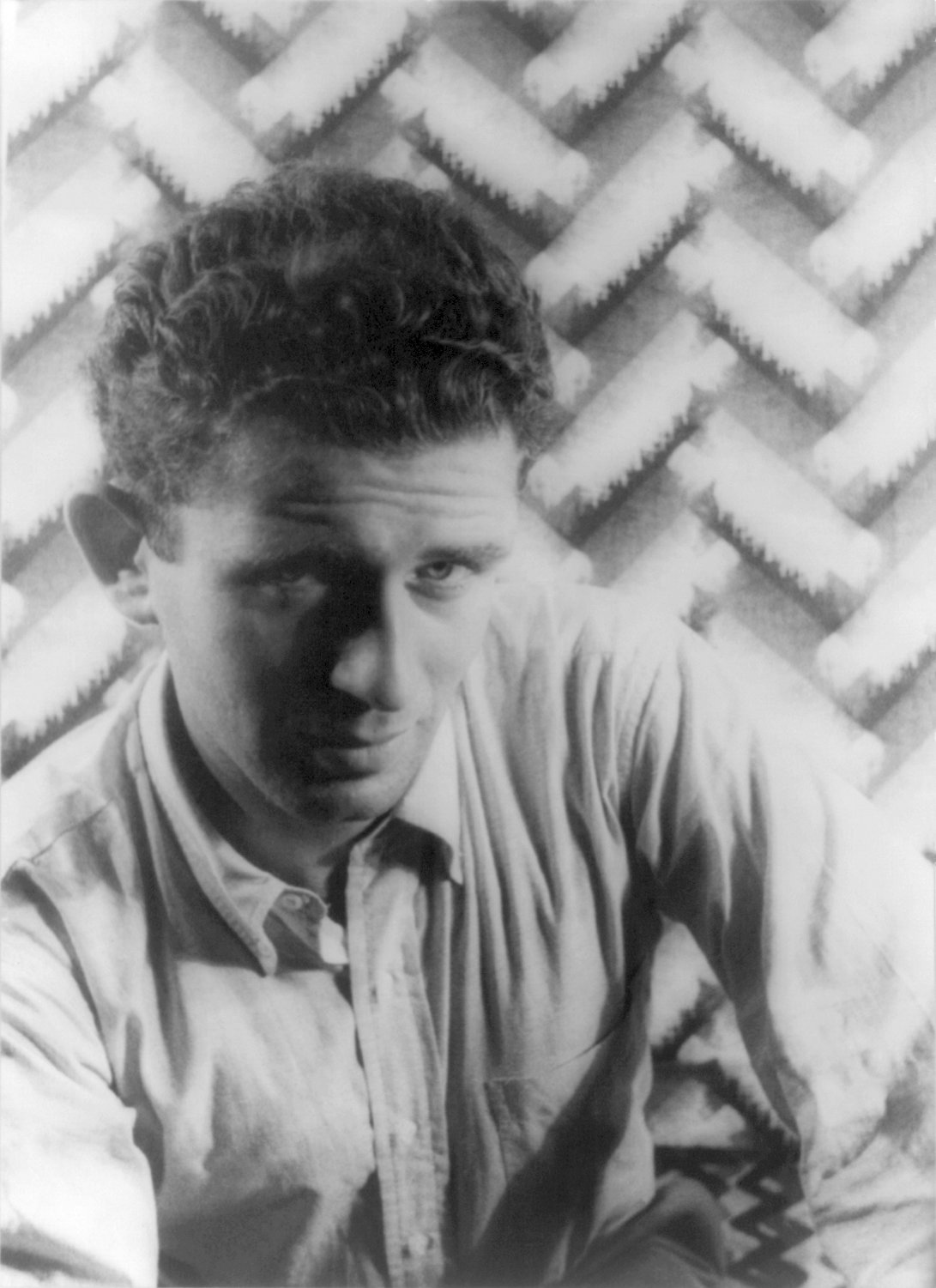
Norman Mailer.

- 2007: Norman Mailer, escritor estadounidense (n. 1923).
- 2008: Zenobio Dagha Sapaico, compositor y violinista peruano de folklore (n. 1920).
- 2008: Kiyoshi Itō, matemático japonés (n. 1915).
- 2008: Arthur Shawcross, asesino en serie estadounidense (n. 1945).
- 2009: Gheorghe Dinica, actor rumano (n. 1934).
- 2009: Robert Enke, futbolista (portero) alemán (n. 1977).
- 2009: Tomaž Humar, escalador esloveno (n. 1969).
- 2009: Hisaya Morishige, actor japonés (n. 1913).
- 2009: El Sorullo (John Jairo Murillo), cantante y compositor colombiano de salsa (n. hacia 1959).
- 2009: John Allen Muhammad, asesino en serie estadounidense (n. 1960).
- 2010: Pachi Armas, actor argentino (n. 1943).
- 2010: Càstor Pérez Diz, músico español (n. 1955).

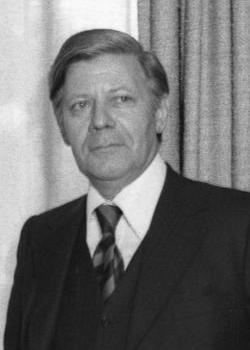
Helmut Schmidt

- 2011: Gregorio Flores, sindicalista y político mexicano (n. 1934).
- 2011: Barbara Grier, escritora y editora estadounidense (n. 1933).
- 2001: Ivan Martin Jirous, poeta checo (n. 1944).
- 2011: Adrián Yospe, actor argentino (n. 1970).
- 2012: Alan S. Trueblood, hispanista británico (n. 1917).
- 2013: Guillermo Tovar de Teresa, historiador y coleccionista mexicano (n. 1956).
- 2014: Ken Takakura, actor japonés (n. 1931).
- 2015: André Glucksmann, filósofo francés (n. 1937).
- 2015: Allen Toussaint, músico estadounidense de R&B (n. 1938).
- 2015: Helmut Schmidt, político alemán (n. 1918).
- 2016: Francisco Nieva, dramaturgo y escenógrafo español (n. 1924).
- 2020: Amadou Toumani Touré, político maliense, presidente de Malí entre 2002 y 2012 (n. 1948).
- 2022: Kevin Conroy, actor estadounidense (n. 1957).
- 2022: Nik Turner, músico británico (n. 1940).
- 2023: Danilo Astori, contador, economista y político uruguayo (n. 1940).

## Celebraciones
- Día Internacional contra el Cáncer Neuroendocrino.[3]También conocido como «tumor NET», afecta a 5 de cada 100 mil personas en el mundo.

Compartidas
- Naciones Unidas: 
  - Día Mundial de la Ciencia para la Paz y el Desarrollo.[4][1]

 Por países
(Por orden alfabético)
- Argentina: 
  - Día de la Tradición.[5]Se recuerda el nacimiento de José Hernández, autor del libro El Gaucho Martín Fierro.
  - Día del Dibujante.[6][1]La efeméride fue establecida por la Asociación de Dibujantes Argentinos en recuerdo del historietista Alberto Breccia, quien falleció esa fecha de 1993.

- Bolivia: 
  - Día de la Salteña, icónica empanada boliviana.[7]
    -  Aniversario del Departamento de Potosí.

- Japón: 
  - Día no oficial del inodoro.

- España: 
  -  País Vasco: Día de la Memoria.[8]

- Panamá: 
  - Día del Grito de la Independencia de Panamá del  Imperio español en La Villa De Los Santos.

- Perú: 
  - Día de la Biblioteca Escolar.

### Santoral católico

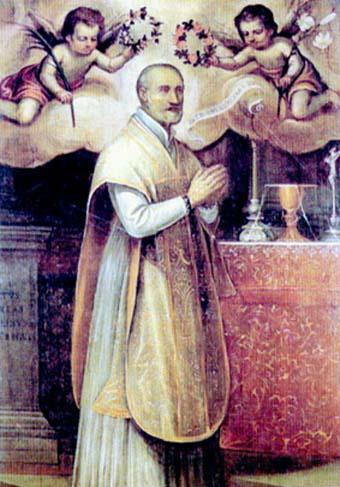
Andrés Avelino (santo).

- San Andrés Avelino (imagen ilustrativa).
- San Baudolino de Alessandria.
- San Demetrio de Antioquía.
- San Justo de Canterbury.
- San León Magno.
- San Orestes de Tiana.
- San Probo de Ravena.
- Beato Acisclo Pina Piazuelo.